# Saison 1 de Ninjago : Le Soulèvement des Dragons
Chronologie
Saison 15 de Ninjago Saison 2
Cet article présente la saison 1 de la série Ninjago : Le Soulèvement des Dragons. Cette saison est composée de 20 épisodes de 22 minutes.
Lors de sa diffusion, cette saison a été divisée en deux parties. En France, la partie 1 composée des épisodes 1 à 10, est diffusée à partir du 1er juin 2023 sur Okoo et France TV et a rejoint le catalogue français de Netflix le 1er décembre 2023 tandis que la partie 2 composée des épisodes 11 à 20, est diffusée à partir du 12 octobre 2023 à la télévision et est arrivée sur Netflix le 1er mai 2024. Aux États-Unis, la partie 1 est arrivée le 1er juin 2023 et la partie 2 le 12 octobre 2023 sur Netflix.

## Synopsis

### Partie 1
Plusieurs années après la Fusion, Arin et Sora sauvent Riyu des Griffes d'Impérium et font la rencontre de Lloyd, le légendaire Ninja Vert. Sora découvre des pouvoirs grâce à Riyu et Arin maîtrise une forme particulière de Spinijtzu, et Lloyd accepte de les entraîner.
Arin, Sora, Lloyd et Riyu s'engagent alors dans un voyage à travers les Royaumes Fusionnés afin d'en apprendre plus sur la Fusion, durant lequel ils vont rencontrer de nouveaux alliés et retrouver d'anciens amis.
Béatrix, l'Impératrice totalitaire d'Impérium, une ville reposant sur l'énergie drainée des Dragons capturés, continue de traquer uns à uns les Dragons, et compte bien, avec l'aide de Lord Ras, capturer une espèce rare de créatures mythiques liés à la Fusion : les Dragons Source.

### Partie 2
Les Dragons maintenant libérés d'Imperium, les Ninjas doivent partir à la recherche des Cœurs de Dragons, de puissants artéfacts capables de mettre un terme aux Tremblements de Fusion qui continuent de s'intensifier.
À Impérium, l'Impératrice Béatrix, humiliée, envoie ses généraux chercher les Cœurs de Dragons avant les Ninjas afin de mettre au point une arme capable d'anéantir tous ceux qui l'empêcheraient de contrôler les Royaumes Fusionnés.
Arin, Sora, Braséra, Riyu et les Ninjas s'engagent dans une course contre la montre : ils doivent stabiliser leur nouveau monde encore fragile avant qu'il ne s'autodétruise tout en déjouant les plans de l'Impératrice Béatrix.

## Épisodes
| N° | N°     | Titre français                  | Titre original                     | Écrit par                     | Réalisé par     |
| Global | Saison | Titre français                  | Titre original                     | Écrit par                     | Réalisé par     |
| --- | ------ | ------------------------------- | ---------------------------------- | ----------------------------- | --------------- |
| 1 | 1      | La Fusion : Partie 1            | The Merge: Part 1                  | Kevin Burke Chris "Doc" Wyatt | Daniel Ife      |
| Quelque temps après la victoire des Ninjas contre l'Overlord, un événement cataclysmique entraîne l'unification des Seize Royaumes avec Ninjago : la Fusion. Des années plus tard, Arin, un admirateur des Ninjas ayant perdu ses parents pendant la Fusion, et sa meilleure amie Sora, une fugitive du royaume totalitaire d'Impérium surdouée en technologie, cherchent des pièces de mecha dans une décharge pour tenter de gagner une course. Le lendemain, à la Jonction, alors qu'ils sont sur le point de remporter la course, un bébé dragon s'enfuit sous leurs yeux, poursuivi par les Griffes d'Impérium. Les deux amis partent à sa rescousse mais sont finalement capturés par Lord Ras. À bord du train en direction des cellules d'Impérium, ils sont sauvés par Lloyd, le légendaire Ninja Vert. |        |                                 |                                    |                               |                 |
| |        |                                 |                                    |                               |                 |
| 2 | 2      | La Fusion : Partie 2            | The Merge: Part 2                  | Kevin Burke Chris "Doc" Wyatt | Shane Poettcker |
| Lloyd libère Arin et Sora de leur cellule, puis vont chercher le bébé Dragon, qui leur donne un indice pour retrouver sa maison. Au Monastère, les recherches de Lloyd permettent de conclure que la tribu du bébé Dragon se trouve aux Trois Pics. À bord du nouveau Bounty, ils arrivent à destination mais découvrent qu'ils ont été suivis par Rapton et les Griffes d'Impérium. Alors que les Dragons des Montagnes sont capturés un à un, la Matriarche décuple les pouvoirs de Lloyd, lui permettant de riposter, sous le regard de Lord Ras. Alors que sa tribu part trouver un nouveau lieu de vie paisible, le bébé Dragon Riyu décide de rester avec les Ninjas. À Impérium, Ras informe l'Impératrice des récents événements. |        |                                 |                                    |                               |                 |
| ; |        |                                 |                                    |                               |                 |
| 3 | 3      | Le Carnaval de la Jonction      | Crossroads Carnival                | Hanah Lee Cook                | Daniel Ife      |
| Lloyd libère Arin et Sora de leur cellule, puis tous trois partent secourir le bébé Dragon, qui leur donne un indice pour retrouver sa maison. Au Monastère, les recherches de Lloyd lui permettent de conclure que la tribu du bébé dragon se trouve aux Trois Pics. À bord du nouveau Bounty, ils arrivent à destination, mais découvrent qu'ils ont été suivis par Rapton et les Griffes d'Impérium. Alors que les Dragons des Montagnes sont capturés un à un, la Matriarche décuple les pouvoirs de Lloyd, lui permettant de riposter, sous le regard de Lord Ras. Tandis que sa tribu part chercher un nouveau lieu de vie paisible, le bébé dragon Riyu décide de rester avec les Ninjas. À Impérium, Ras informe l'Impératrice des récents événements. |        |                                 |                                    |                               |                 |
| |        |                                 |                                    |                               |                 |
| 4 | 4      | Au-delà de la folie             | Beyond Madness                     | Kevin Burke Chris "Doc" Wyatt | Shane Poettcker |
| Au Monastère, Arin et Sora débutent leur entraînement avec Lloyd, qui prend exemple sur son ancien Maître, Wu, disparu dans la Fusion. Pendant la nuit, les deux amis et Riyu se rendent à la Jonction pour participer au Carnaval, malgré le refus de Lloyd. Là-bas, ils sauvent Lobbo de Kreel, mais découvrent une affaire d'enlèvement plus profonde. Leurs recherches les mènent au repaire de Dorama, un magicien aux airs théatraux, qui utilise l'énergie exotique des Rats de Kreel pour mettre au point des feux d'artifice de plus en plus spectaculaires. Un combat s'engage, pendant lequel Arin débloque une technique inédite : le Lancer de Spinitzu. Lloyd arrive au dernier moment pour sauver ses élèves et libérer les Rats prisonniers. Sur les ordres de l'Impératrice, Lord Ras vient libérer Dorama. |        |                                 |                                    |                               |                 |
| |        |                                 |                                    |                               |                 |
| 5 | 5      | Les Écrivains de la Destinée    | Writers of Destiny                 | Kevin Burke Chris "Doc" Wyatt | Daniel Ife      |
| Alors que les Ninjas s'entraînent dans la cour, le Bounty en autopilote menace de s'écraser sur le Monastère. L'équipe reprend le contrôle du navire volant, à bord duquel Kai, le Ninja du Feu, a laissé des indices sur sa localisation. Arin, Sora, Lloyd et Riyu arrivent au Royaume de la Folie, en plein milieu d'un combat entre des Monstres-Rochers et des Dragons de Terre. À l'issue du combat, Lloyd retrouve Nya, la Ninja de l'Eau, qui lui explique que les Dragons de Terre se nourrissent de la boue sacrée, vitale aux Monstres-Rochers. À Impérium, Dorama travaille avec la Docteure LaRow sur le Photac, une mystérieuse machine. De son côté, sur son chemin retour, Kai réveille et ramène les Dragons au Village des Monstres-Rochers, qui se rechargent en mangeant de la boue sacrée. Alors que le combat semble perdu, Riyu les surcharge en énergie, forçant les Dragons de Terre à quitter les lieux. |        |                                 |                                    |                               |                 |
| |        |                                 |                                    |                               |                 |
| 6 | 6      | Retour à Impérium               | Return to Imperium                 | Liz Hara                      | Shane Poettcker |
| De retour à Ninjago, à la casse de la Jonction, les Griffes d’Impérium sont en train de pourchasser un Dragon de Foudre. Arin, Sora, Lloyd, Kai et Riyu essaient de les en empêcher, jusqu’à ce que Rapton révèle nouvelle arme, le Photac. Sora leur apprend que cette créature à l’apparence d’un grand loup est composée de lumière solide, la rendant invulnérable aux Pouvoirs Elémentaire et ajoute que c’est elle, bien avant la Fusion, qui a inventé le Photac. Des années plus tôt, à Impérium, une petite fille nommée Ana présente à sa classe son invention, un objet permettant de catalyser et solidifier les particules de lumières qu’elle a surnommé Photac. Le professeur est étonné « mais aussi intrigante que soit ton invention, on ne peut se permettre de dévier du programme scolaire imposé, tel qu’il a été dicté par décret de notre Impératrice Béatrix. Gloire à notre Généreuse Impératrice ! » Chez elle, Anna continue malgré tout d’améliorer son invention, espérant qu’un jour, elle travaillerait au Laboratoire de Technologie Avancée d’Impérium aux côtés de la renommée Docteure LaRow. Le lendemain, au concours de science, Ana fait la démonstration de la nouvelle version du Photac, prenant maintenant la forme d’un petit chiot. De retour dans le présent, l’équipe ne fait pas le poids face au Photac amelioré et les Griffes d’Impérium finissent par parvenir à capturer le Dragon de Foudre. Sora est devastée, son invention vient de condamner un Dragon à être drainé de toute son énergie vitale. Elle est décidée à retourner à Impérium pour rattraper ses erreurs. À nouveau dans le passé, Ana est félicitée par ses parents. « Maintenant, on sait que cette drôle de passion pour tes études a toujours été au service d’Impérium. Gloire à notre Généreuse Impératrice ! » Docteure LaRow arrive en personne qui, impressionnée par les prouesses technologiques d’Ana, lui propose de venir travailler au Laboratoire de Technologie Avancée. Au Monastère, Sora, Arin et Lloyd se préparent à partir à Impérium pour aller sauver les Dragons prisonniers. Kai reste à Ninjago dans le cas où un Tremblement de Fusion surviendrait. Dans le passé, la petite Ana réalise son rêve en mettant les pieds dans le laboratoire. Cependant, son regard est attiré par une Dragonne enfermée dans une cage, surnommée Sora par les scientifiques, signifiant « orphelin » dans l’ancien dialecte impérien. La bête semble très mal en point et n’arrive même pas à se tenir debout. LaRow montre que le Photac peut être amélioré afin de perfectionner les techniques de chasse des Griffes d’Impérium. La petite fille apprend avec stupeur qu’Impérium ne repose pas sur l’énergie « propre, sûre, puissante et infinie » des Dragons, mais sur l’énergie vitale des Dragons drainée jusqu’à leur mort. Docteure LaRow se saisit du Photac et commence à drainer le Dragon sous le regard apeuré de la petite fille. Ana refuse que son invention soit utilisée pour ça et la retire des mains de la scientifique, voyant l’image de son idole se détruire. La scientifique regrette qu’Ana ne voit pas le potentiel énorme de son invention avant que la petite fille ne quitte le laboratoire, dévastée. Ses parents, prévenus de l’incident, annoncent qu’ils la reconsidéreront de nouveau comme leur fille que quand elle décidera de retourner chez LaRow. Ses camarades et ses professeurs, eux, ne lui adressent plus la parole. Ana se retrouve seule. Arin, Sora, Lloyd et Riyu s’infiltrent à Impérium par son réseau d’égouts et se retrouvent séparés. Arin et Riyu sont poursuivis dans la ville. Lloyd aperçoit des boules de feu être projetées de l’une des cellules. Sora, elle, se dirige vers le Laboratoire de Technologie Avancée. Dans le passé, Ana se réveille en sursaut. Par sa fenêtre, elle remarque qu’une ville entière vient d’apparaître à l’horizon. La Fusion vient d’avoir lieu. L’opportunité vers une nouvelle vie se présente. La petite fille fuit Impérium. Elle quitte son ancienne vie d’Ana d’Impérium. Sora trouve le laboratoire et met la main sur son Photac mais Docteure LaRow arrive. |        |                                 |                                    |                               |                 |
| |        |                                 |                                    |                               |                 |
| 7 | 7      | Des créatures stupides          | Mindless Beasts                    | Eugene Son                    | Daniel Ife      |
| Une vidéo de propagande est projetée à travers la ville d’Impérium pour promouvoir les Griffes d’Impérium, qui font preuve de loyauté, de courage et de bravoure, tout ça dans le but « d’offrir une énergie des Dragons propre et durable pour le restant de l’éternité » selon Rapton. Arin et Riyu parviennent à semer les Gardes d’Impérium à leurs trousses en se cachant dans une poubelle. Arin sauve un groupe de jeune nommé l’Escadron des Lycéens pour la Protection d’Impérium. Leur chef, Percival Tardigrade, et les autres sont impressionnés par ses mouvements et ses techniques et souhaitent les apprendre. Arin, flatté, accepte. Dans la prison d’Impérium, Lloyd fait la rencontre de Braséra, une femme ayant un vocabulaire très limité et une attidude d’homme des cavernes. A la grande surprise de Lloyd, elle semble maîtriser le feu, comme Kai, ce qui est impossible : deux personnes ne peuvent pas avoir le même Pouvoir Elémentaire en même temps. Lloyd essaie de lui faire comprendre qu’ils sont dans le même camp, mais Braséra n’écoute pas un mot et veut libérer sa famille. Des Gardes d’Impérium débarquent et font feu sur les deux, lui faisant comprendre que Lloyd est avec elle. Au Laboratoire de Technologie Avancée, Docteure LaRow, qui appelle Sora par son nom de naissance Ana, commence par la féliciter : le Photac est extrêmement efficace. Depuis la Fusion, le nombre de Dragons capturables s’est démultiplié. L’Impératrice a donc ordonné la mise en marche immédiate du Photac pour en attraper le plus possible. Sora, toujours aussi dégoûtée, traite LaRow de sadique. La scientifique lui demande alors « où est passée la petite fille adorable, les yeux toujours écarquillés, qui était ravie de passer du temps dans un labo ? », ce à quoi Sora lui rétorque qu’« elle a grandi dans les rues d’une ville qu’elle ne connaissait pas. Et elle a dû échapper à sa famille dont l’esprit a été corrompu par son héroïne de l’époque. » LaRow révèle qu’elle a reçu de l’aide de Dorama, expert en énergie exotique, pour faire fonctionner le prototype de Photac, mais qu’elle a besoin de Sora pour en activer d’autres répliques. La scientifique ne lui donne pas le choix : soit Sora lui montre comment mettre en route les Photacs, soit Dorama draine l’ancienne Dragonne que Sora avait vue des années plus tôt, dont elle a tiré son nouveau prénom. Sora fait mine d’accepter. Elle piège le Photac qui, une fois activé, aveugle LaRow et Dorama, lui permettant de s’enfuir avec la Dragonne. Aux archives du Royaume des Nuages, Nya continue de chercher des informations sur les Tremblements de Fusion, mais ne comprend rien aux parchemins. « Donc si la Coalescence réapparaît alors… la cinquième source… la voie qui mène au Temple des Cœurs de Dragons… ». En superposant deux parchemins, Nya découvre la localisation d’un temple inconnu. Arin continue d’enseigner ses mouvements aux jeunes d’Impérium, alors que Riyu, lassé, patiente discrètement dans la poubelle. Percival dit à Arin qu’ils sont « prêts à travailler très dur, parce qu’on a pour objectif de dédier notre vie à combattre les forces du mal […] en rejoignant les Griffes d’Impérium. » Riyu, choqué, laisse échapper un cri, attirant l’attention de Percival. Dans la prison d’Impérium, Lloyd libère la famille de Braséra, qui révèle être un Dragon nommé Heatwave. Le Ninja Vert apprend que Braséra a été élevée par ce Dragon au milieu les Terres de Lave. Sora continue de déambuler dans les couloirs d’Impérium avec la Dragonne mais finit par tomber sur Rapton et des Griffes d’Impérium. Elle les menace d’utiliser ses pouvoirs technologiques mais n’y parvient pas. Les deux Sora sont recapturées et renvoyées au laboratoire. Lord Ras arrive en personne et met Sora face au mur en ordonnant à Dorama de drainer la Dragonne tout de suite, et ce jusqu’à ce que Sora active vraiment les Photacs. Dans la prison, Lloyd, Braséra et Heatwave libèrent les autres Dragons prisonniers qu’il faut maintenant sortir de la ville. Percival, lui, découvre avec stupeur qu’Arin tentait de lui cacher Riyu, un Dragon. Sora, forcée, active les Photacs sous les yeux de Lord Ras et Docteure LaRow. |        |                                 |                                    |                               |                 |
| |        |                                 |                                    |                               |                 |
| 8 | 8      | Le danger c'est moi             | I Will Be the Danger               | Kevin Burke Chris "Doc" Wyatt | Shane Poettcker |
| Des années plus tôt, au milieu des Terres de Lave, Heatwave le Dragon aperçoit un vaisseau s’écraser. Il s’en approche et découvre qu’il contient un bébé, Braséra, accompagné d’un robot-nourrice chargé de s’occuper de l’enfant. Durant ses premières années d’existence, Braséra découvre le monde avec Heatwave et s’éduque grâce aux leçons du robot-nourrice. Une nuit, une grande tempête frappe : la Fusion vient d’avoir lieu. Le lendemain, Braséra parvient à faire jaillir du feu de ses mains. Elle vient d’obtenir un Pouvoir Elémentaire. Quelque temps plus tard, Heatwave est capturé par les Griffes d’Impérium sous les yeux de Braséra. Malgré les avertissements de son robot-nourrice, « Tu ne devrais pas y aller, ce n’est pas prudent. […] Il y aura des dangers. », Braséra, bien décidée à sauver sa famille, lui répond que « Oui, le danger c’est moi ! » De retour dans le présent, dans la prison d’Impérium, Lloyd et Braséra parviennent à faire sortir du bâtiment en ouvrant le toit. Cependant, la barrière autour de la ville empêche les Dragons de fuir. Il faut donc les faire sortir par la porte principale de la ville. L’Escadron des Lycéens pour la Protection d’Impérium a honte d’avoir fait confiance à Arin, qui depuis le début leur cachait un Dragon. Grâce à la distraction offerte par la meute des Dragons se promenant librement dans les rues de la ville, Arin et Riyu parviennent à s’échapper mais se perdent de vue à cause du chaos règnant dans la ville. Au Laboratoire de Technologie Avancée, Sora finit de programmer les derniers Photacs. Docteure LaRow en informe l’Impératrice, ravie. Lord Ras ordonnent à Rapton et ses hommes de se présenter au Laboratoire de Technologie Avancée. Une fois arrivés sur place, chacun d’entre eux s’équipe de Photac, sous les yeux coupables de Sora. Au Monastère, Kai se détend après avoir refermé un Tremblement de Fusion plus tôt dans la journée. Soudain, le courant saute. Des voix lui murmurent de se diriger vers l’ascenseur. Kai descend à un étage qu’il n’avait encore jamais vu. Une boule fantomatique jaune apparaît, continuant de murmurer, et lui indique une étrange porte. La boule fantomatique s’arrête, l’appelle par son prénom avant de s’engouffrer dans le sombre couloir. Kai, étonné, traverse la porte, ce qui semble activer quelque chose. Arin finit par retrouver Lloyd qui, à sa grande surprise, est à la tête d’une meute de Dragons. L’apprenti ninja fait également la rencontre de Braséra. Le groupe parvient à atteindre la porte principale, mais devant eux se dressent Rapton et ses Griffes d’Impérium, munis d’indestructibles Photacs. Lloyd et Arin ne comprennent pas, Sora était censée désactiver le prototype de Photac, pas en activer une armée. Riyu, lui, a été capturé par Percival qui s’empresse d’aller le livrer à Rapton. Au laboratoire, Sora se sent extrêmement coupable. Elle parvient à s’occuper de la Docteure LaRow et de Dorama et libère une nouvelle fois la Dragonne. À la porte principale, Rapton fait une proposition à Lloyd : soit se rendre sans opposition, soit se battre contre son armée de Photacs indestructibles, ce qui l’amuserait beaucoup plus. Braséra répond à la place de Lloyd : « On a entendu vos propositions, et on est d’accord avec toi, toujours choisir l’option bagarre ! ». Les Dragons s’engagent donc dans une bataille perdue d’avance. Sora arrive sur le dos de la Dragonne et rassure Lloyd et Arin : elle a été forcée d’activer les Photacs mais elle a réussi à bricoler un moyen de les désactiver. Pour cela elle a besoin d’une étincelle de Riyu, cependant elle apprend que Riyu est porté disparu. Lloyd dit à Arin et Sora d’aller trouver Riyu en urgence, pendant que lui, Braséra et les Dragons essaieront de résister. Kai, après avoir marché longuement, retrouve sa sœur, Nya. Sous le chox, il lui demande alors : « Comment t’es revenue au Monastère ? » Nya, perplexe, répond que : « Je ne suis pas revenue… Comment toi t’es arrivé aux archives du Royaume des Nuages ? » |        |                                 |                                    |                               |                 |
| |        |                                 |                                    |                               |                 |
| 9 | 9      | La Paix Intérieure              | The Calm Inside                    | Kevin Burke Chris "Doc" Wyatt | Daniel Ife      |
| Des années auparavant, dans une vallée en plein orage, Lloyd, enfant, suit une leçon avec Maître Wu. Il doit atteindre des cibles que Maître Wu fait tournoyer. L’enfant essaie à plusieurs reprises, sans succès. « C’est impossible de se concentrer. Entre la pluie et les éclairs, je ne m’entends même pas réfléchir ! » Maître Wu s’approche de lui : « Quand nulle part autour de toi tu ne peux trouver la quiétude, alors il te revient de la chercher dans ton fort intérieur. Trouve la paix intérieure. » Après un moment de concentration, le Ninja Vert se lance et casse les cibles. De retour dans le présent, à Impérium, la bataille en Dragons et Photacs fait rage. Percival arrive avec Riyu au Palais Impérial, où l’Impératrice Béatrix en personne le reçoit. Elle félicite grandement Percival, enferme Riyu dans une cage et convoque immédiatement Lord Ras. Kai et Nya ne comprennent pas. Kai pense qu’ils sont sous le Monastère tandis que Nya, elle aussi menée là par une sphère fantomatique jaune qui l’appelait par son prénom, est certaine qu’ils sont dans les archives du Royaume des Nuages. Les deux en déduisent qu’ils ont été téléportés après avoir traversé des portails et que le fantôme serait Maître Wu. Le lieu ressemble à un ancien monastère, possédant une machine étrange en son centre. Alors que la bataille se profile mal pour les Dragons, Sora, qui a piraté le système de surveillance, informe Lloyd d’une très mauvaise nouvelle : Riyu est entre les mains de l’Impératrice. Lord Ras arrive et l’Impératrice lui demande ironiquement s’il s’agit bien du Dragon si important à son plan lui ayant donné tant de fil à retordre. Elle ordonne que LaRow draine le bébé Dragon jusqu’à ce qu’il ne reste plus rien en lui, mais Lord Ras s'y oppose : « Non ! Vous ne pouvez pas faire ça. Mon plan repose sur… » L’Impératrice l’interrompt : « Je suis l’Impératrice Beatrix Vespasian Orus […]. Je n’ai aucun ordre à recevoir […] d’un vulgaire étranger. Tes plans sont insignifiants à mes yeux. La seule chose qui compte, c’est ce que je désire. » Contraint, Ras n’oppose aucune résistance : « Gloire à notre Généreuse Impératrice… » Arin et Sora s’infiltrent dans le Palais et repèrent Riyu, enfermé dans une cage. Alors qu’ils tentent de le libérer, ils sont obligés de se cacher car Docteure LaRow et son assistante Jordana arrivent pour démarrer le drainage sous les yeux de l’Impératrice, amusée, et Lord Ras. Sur le champ de bataille, voyant les Dragons tomber un à un face aux Photacs et n’arrivant pas à guider Arin demandant de l’aide, Lloyd perd pied. Au milieu de ce chaos, Maître Wu apparaît et lui rappelle la leçon qu’il avait apprise : il doit aller trouver sa paix intérieure. Le Ninja Vert reprend espoir et trouve une idée. Lui, Braséra et les Dragons attaquent le Palais pour attirer l’Impératrice et Lord Ras à l’extérieur, donnant une chance à Arin et Sora pour libérer Riyu. L’Impératrice, choquée de l’affront, demande : « Les Ninjas ? Comment osez-vous attaquer […] le siège de mon pouvoir absolu ? » Lloyd rétorque : « Comment, vous, vous osez vider les Dragons de leur énergie pour alimenter la ville ? », ce à quoi elle répond : « L’Impératrice n’a aucune justification à donner à des êtres inférieurs. À l’attaque ! N’épargnez personne ! » Au beau milieu de l'étrange monastère, Kai et Nya essaient d’activer la mystérieuse machine que le fantôme de Maître Wu leur a indiquée. Après quelques réglages, la machine finit par s'ouvrir, libérant un de leurs vieux amis disparus : c'est Zane, le Ninja de la Glace ! Son dernier souvenir date de juste avant la Fusion, ce après quoi il a été déconnecté. Il intercepte un signal de détresse et annoncent à Kai et Nya qu’« il est temps pour le Monastère d’Impérium de se soulever. » L’Impératrice et Ras partis, Arin et Sora tentent de libérer Riyu mais ils sont surpris par l’assistante Jordanna, qui détruit leurs oreillettes. Elle est prête à mettre un terme à la rivalité qui l’oppose avec Sora depuis très longtemps, pourtant Sora ne la reconnaît même pas… Alors que la bataille entre Dragons et Photacs bat son plein, le sol se met à trembler. D’un coup, un bâtiment jaillit en face du Palais. Les deux camps se tiennent prêt. La porte s’ouvre, de laquelle Kai, Nya et Zane sortent en criant : « Les Ninjas n’abandonnent jamais ! » |        |                                 |                                    |                               |                 |
| |        |                                 |                                    |                               |                 |
| 10 | 10     | La Bataille du Second Monastère | The Battle of the Second Monastery | Kevin Burke Chris "Doc" Wyatt | Shane Poettcker |
| Au Palais, Docteure LaRow regrette que Sora, sa meilleure élève, n’ait pas mis son génie au service d’Impérium. Jordanna, jalouse depuis toute petite du succès de Sora, se mord les lèvres. Docteure LaRow montre aux deux apprentis ninjas la défaite imminente de leurs amis. Mais, contre toute attente, le Monastère d’Impérium jaillit du sol, et Kai, Nya et Zane rejoignent la bataille, redonnant espoir à Sora et Arin qui reprennent le combat, faisant fuir LaRow. Sur le champ de bataille, Lloyd et Zane font leurs retrouvailles alors que Kai découvre qu’il n’est pas le seul à maîtriser le feu, puisque Braséra semble également être une Maîtresse Elémentaire du Feu. Les Photacs et Lord Ras, trop puissants, poussent les Ninjas, Braséra et les Dragons à se replier à l’intérieur du Monastère d’Impérium. Docteure LaRow arrive au milieu du champ de bataille pour informer Lord Ras de la situation catastrophique à l’intérieur du Palais, où Jordanna est seule face à Arin et Sora, ce qui le met hors de lui. Lord Ras arrive immédiatement au Palais, et les deux apprentis s’apprêtent malgré tout à l’affronter. Au sein du Monastère, les Ninjas doivent rapidement trouver un plan car les portes ne tiendront pas longtemps. Nya propose d’utiliser le portail par lequel Kai et elle sont arrivés ici pour transférer les Dragons à leur Monastère. Mais d’après le relevé de puissance de Zane, le portail ne supportera un transfert de cette taille, à moins d’augmenter considérablement sa puissance. Zane scanne les alentours et détecte une source de puissance extraordinaire se situant sous leurs pieds. Lloyd trouve un chemin dérobé et s’y engouffre avec Zane. Au Palais, Arin et Sora parvienne à tenir tête à Lord Ras, jusqu’à ce que l’homme tigre, exaspéré, se reprenne en main : « Vous n’êtes pas capables de comprendre l’importance de mon plan ! » Il met Arin hors d’état de nuire et projette Sora contre le générateur de la cage de Riyu. Lloyd et Zane traversent les conduits de canalisation jusqu’à arriver dans une grande salle où se trouve une immense sphère émettant une lueur orange. Selon Zane, la source d’énergie n’est pas la sphère en elle-même mais la créature à l’intérieur, le plus grand Dragon jamais répertorié. Les deux Ninjas se décident sans hésiter à le libérer, même s’ils ignorent comment ils feront pour le transférer via le portail. Alors qu’ils s’approchent de la sphère, la voix du Dragon retentit dans leur tête : « Ne me libérez pas. » Lloyd, perplexe, ne comprend pas : « Vous êtes emprisonné dans cette machine, nous pouvons vous aider ! » Le Dragon lui explique que « par le simple fait de m’avoir enfermé, Impérium menace le tissu même de l’existence. Le monde s’est stabilisé […] depuis ma capture. Si vous me libérez à ce moment précis, cela pourrait […] provoquer sa complète destruction. » Lloyd est contraint de le laisser là et se rend compte qu’ils n’ont toujours pas la puissance nécessaire pour activer le portail. L'immense créature s'approche de la paroi de sa cellule et révèle qu’il est un Dragon Source : « J’ai suffisamment d’énergie dans une seule de mes griffes pour mettre en pièces tout Impérium, mais parce que je suis emprisonné de manière spirituelle, je ne peux pas le faire. » Il ajoute néanmoins qu’il peut donner à Lloyd la quantité d’énergie nécessaire pour activer le portail, mais que ce transfert d’énergie changera sa vie à tout jamais. Sans hésiter, le Ninja Vert accepte. « Voilà exactement pourquoi tu es capable de jouer mon intermédiaire. Approche-toi de la sphère. » Alors que le transfert d'énergie se termine, Lloyd entre en état de transe et commence à avoir des hallucinations. Il se retrouve au milieu d’un paysage bleuâtre infini. Six symboles se dressent autour du Ninja Vert, représentant les Pouvoirs Elémentaires : le Feu, la Glace, la Terre, la Foudre, l’Eau et l’Energie. D’un coup, le sol sous ses pieds se brise, le faisant atterrir au milieu d’un paysage plus sombre parsemé de pierres tombales, aux pieds desquelles se trouvent les cagoules de nombreux Ninjas. La vision se termine lorsqu’un Dragon Source s’élève dans le ciel et crache un torrent de feu sur Lloyd. Au Palais, Lord Ras se rend compte qu’il a projeté Sora tellement fort sur le générateur de la cage de Riyu qu’il ne fonctionne plus. Le bébé Dragon, libéré, donne alors une étincelle élémentaire à Sora, lui permettant de s’occuper aisément de Lord Ras, avant de s’enfuir avec Arin et Riyu. Les portes du Monastère cèdent, laissant entrer les Photacs, mais Lloyd, surchargé par l’énergie du Dragon Source, alimente le portail avant de s’écrouler. Au même moment, Sora désactive les Photacs avec ses pouvoirs et rejoint les Ninjas avec Arin et Riyu. L’équipe réunie s’enfuit de justesse par le portail, sous le regard désabusé de l’Impératrice. Des jours plus tard, Lloyd se réveille enfin. Dans la cour, il aperçoit Sora s’entraînant d’elle-même, désormais motivée à maîtriser ses nouveaux pouvoirs. Elle lui apprend que Braséra, Heatwave, Sora la Dragonne et Jiro un Dragon de Foudre ont décidé de rester au Monastère dans les nouveaux abris. Nya, Kai et Zane l’accueillent à leur tour et lui demandent ce qu’il a vu dans sa vision, mais le Ninja Vert est attiré par Arin, assis seul dans un coin de la cour. Le jeune garçon, apeuré de perdre sa nouvelle famille, pense que l’équipe reformée n’a plus besoin de lui. Lloyd rassure son élève en lui faisant comprendre qu’il a le potentiel pour devenir le plus grand Ninja ayant jamais existé et que lui, Sora, Braséra et Riyu ont trouvé leur nouvelle famille. À Impérium, l’Impératrice Béatrix se sent humiliée par l’affront des Ninjas, à tel point qu’elle ordonne leur destruction. Lord Ras intervient : « Vous oubliez notre principal objectif ! Avec un Dragon Source… » Elle l’interrompt : « Je n’ai pas de temps à perdre avec un nouvel échec, Ras. » D’un coup, Rapton ligote et électrocute Ras. Béatrix monte à bord d’un mécha et reprend : « Le moment est venu pour moi de m’occuper de ce combat moi-même ! ». |        |                                 |                                    |                               |                 |
| |        |                                 |                                    |                               |                 |
| 11 | 11     | Le Temple des Cœurs de Dragon   | The Temple of the Dragon Cores     | Kevin Burke Chris "Doc" Wyatt | Daniel Ife      |
| Des habitants de la Jonction se retrouvent pris au piège sur un pont lorsqu’un Tremblement de Fusion éclate, causant une pluie de boules de feu s’abattant sur eux. Arin, Sora, Braséra, Riyu, Kai, Nya et Zane travaillent en équipe et sauvent les habitants en danger tandis que Lloyd referme le Tremblement de Fusion avec ses Pouvoirs Elémentaires. De retour au Monastère, Arin et Sora commencent à douter de la capacité de Lloyd à assurer leur entraînement tout en s’occupant du Monastère. Les deux apprentis lui proposent de se faire aider mais il refuse. Zane rassemble tout le monde en bas. En rattrapant ce qu’il a raté alors qu’il était déconnecté dans le Monastère d’Impérium, le Nindroïde a fait une découverte très inquiétante : « Les Tremblements de Fusion sont non seulement de plus en plus forts, mais leur fréquence est sur le point d’atteindre un seuil critique. […] Très bientôt, ils se produiront partout et simultanément jusqu’à ce que tout soit détruit. » Nya remarque une île sur la carte des Royaumes Fusionnés, similaire à celle qu’elle avait trouvée dans les archives du Royaume des Nuages, sur un parchemin mentionnant la Coalescence. Elle ajoute que cet événement avait été empêché des siècles plus tôt, grâce à un pouvoir inconnu se situant sur cette île, dans le Temple des Cœurs de Dragon. Sans attendre, les Ninjas montent à dos de leurs nouveaux Dragons et partent en direction de l’île, sans savoir qu’ils sont suivis par Rapton. À Impérium, l’Impératrice Béatrix essaie de démentir le fait que les Dragons, leur source d’énergie, se soient échappés. Cette propagande ne suffit pas à convaincre Percival qui a tout vu de ses propres yeux l’évasion des Dragons et qui commence à douter de l’Impératrice. Cependant, la Professeure LaRow informe l’Impératrice que ses mensonges ne tiendront pas longtemps car des coupures d’énergie sont à prévoir. Béatrix ne comprend pas : « Nous contrôlons la plus grande source d’énergie qui soit, un Dragon Source. » La scientifique rétorque : « Comme je vous l’ai déjà expliqué, le processus de drainage d’un Dragon Source est très complexe. C’est pour ça que Lord Ras… » L’Impératrice l’interrompt immédiatement, ne voulant pas entendre ce nom, et espère bien se venger des Ninjas. Les Ninjas arrivent sur l’île et pénètrent dans le Temple, dans lequel ils sont attaqués par deux esprits déchaînés. Au milieu de la pièce, Lloyd répart un autel, ce qui fait fusionner les deux esprits et fait apparaître l’Esprit du Temple, appaisé par la réparation de son autel. En guise de remerciement, l’Esprit leur fait part de l’histoire du Temple : « Il y a de ça très longtemps, le monde de Ninjago fut créé par le Premier Maître du Spinjitzu. […] Un jour, alors qu’il méditait, il eut une terrible vision : celle de tous les Royaumes entrant en collision, la Coalescence. […] Il sut que ce funeste jour approchait, alors il alla trouver les sept Dragons Sources et les supplia de lui donner assez de puissance pour qu’il puisse façonner les Cœurs de Dragon. Ces noyaux repoussèrent la Coalescence. […] Quand il sut que son heure dans ses Royaumes était venue, il craignit que des personnages mal intentionnés ne se servent des noyaux d’énergie à des fins maléfiques, alors il les cacha dans trois endroits différents. » La Coalescence n’ayant pas pu être empêchée cette fois, Zane pense néanmoins qu’ils peuvent utiliser les noyaux pour arrêter les Tremblements de Fusion. L’Esprit du Temple ne peut révéler leur localisation qu’à un descendant du Premier Maître du Spinjitzu, alors Lloyd s’approche : « Je suis le fils de Garmadon, qui était le fils du Premier Maître du Spinjitzu. » Aussitôt, l’Esprit révèle les emplacements : « Le Jardin des Origines, le Piton des Cristaux et les Terres de Lave. » L’équipe quitte le Temple, alors que Rapton s’y faufile discrètement pour voler les informations. De retour au Monastère, Arin et Sora présentent Mr. Frohicky à Lloyd, qui s’occupera du Monastère pendant que l’équipe sera à la recherche des Cœurs de Dragon. À Impérium, Rapton fait part des informations à propos des Cœurs de Dragon à l’Impératrice, qui se retrouve ravie : « Je vais envoyer mes troupes les trouver avant eux, […] pour éliminer ces voleurs de Dragons aux Pouvoirs Elémentaires que sont les Ninjas, une bonne fois pour toutes ! » |        |                                 |                                    |                               |                 |
| |        |                                 |                                    |                               |                 |
| 12 | 12     | Le Gang des Mers                | Gangs of the Sea                   | Eugene Son                    | Shane Poettcker |
| Dans la prison d’Impérium, deux gardes viennent prendre place devant la cellule de Lord Ras, qui ne cesse de tourner en rond, contrarié. Pendant ce temps, Rapton l’observe à travers les caméras de surveillance et en profite pour le narguer, juste avant que l’Impératrice n’arrive. Alors qu’elle veut à tout prix éliminer les Ninjas, Rapton lui demande s’il ne serait pas plus logique pour les Griffes d’Impérium de capturer des Dragons, ce que l’Impératrice n’apprécie pas : « Les Ninjas m’ont défiée, ils m’ont humiliée et ils vont payer. » Au Monastère, les Ninjas préparent leur quête des trois Cœurs de Dragons : Sora, Nya et Riyu iront au Piton des Cristaux, Arin et Lloyd dans le Jardin des Origines ce qui laissent Braséra et Kai ensemble pour aller dans les Terres de Lave. Zane, lui, reste au Monastère avec Mr. Frohicky pour analyser le fonctionnement des portails de téléportation, pensant qu’ils représentent la clé pour retrouver les autres Ninjas et son amour, Pixal. À bord du nouveau Bounty, Arin et Lloyd profitent du trajet pour mieux comprendre le Lancer de Spinjitzu. Après de multiples essais infructueux, Arin parvient finalement à transférer du Spinjitzu dans une assiette, mais celle-ci va droit sur le moteur, ce qui endommage les réacteurs. Lloyd parvient à ouvrir les voiles à temps, ce qui permet un amerrissage calme. Cependant, les deux amis se retrouvent obligés de continuer leur trajet en naviguant à l’ancienne. La couleur de la mer commence à virer au rouge, signifiant qu’ils sont sur le point de quitter les eaux de Ninjago et d’entrer dans la mer rouge d’un autre Royaume. Arin et Lloyd aperçoivent un village sur pilotis et veulent y accoster pour essayer de réparer le moteur du Bounty. Mais une fois assez proches, ils sont attaqués par un groupe de Merlopiens accompagné d’un immense crabe semblant être dirigé via une couronne étrange par l’un d’eux. Le chef de ce gang des mers n’arrête pas de répéter une phrase pendant l’assaut : « Eliminez les intrus ! ». En infériorité numérique, Arin et Lloyd sont obligés de faire demi-tour. Un peu plus loin, les deux amis aperçoivent un ilot à la dérive habité d’humains semblant tout autant perdus qu’eux. Ces naufragés expliquent qu’auparavant, le village sur pilotis leur appartenait et qu’ils y cultivaient des algues. Après la Fusion, le gang de Merlopiens les a chassés avec l’aide du crabe géant que leur chef contrôle, afin de pouvoir se nourrir des algues cultivées. Motivés à reprendre leur village, les fermiers s’entraînent avec Arin et Lloyd toute la journée. À la tombée de la nuit, alors que des Merlopiens s’apprêtent à se régaler avec des algues, Arin, Lloyd et les fermiers les mettent hors d’état de nuire. L’équipe essaie de localiser le chef, mais le crabe géant les surprend et des Merlopiens arrivent en renfort. Les fermiers sont remotivés par Arin : « C’est votre village, vous devez vous battre ! Je vous promets que ça va le faire ! » Le Ninja Vert, lui, repère le chef et va l’affronter. Une course poursuite à travers le village sur pilotis s’engage, jusqu’à ce que Lloyd parvienne à coincer le chef Merlopien sur un pont. Alors qu’il continue à répéter « Eliminez les intrus ! », Lloyd commence à se poser des questions. Après un échange de quelques coups, Lloyd parvient finalement à le désarmer et lui enlever sa couronne. Aussitôt, les Merlopiens cessent d’attaquer les fermiers. Lloyd, sous le choc, comprend : « Ce n’est pas le gang qui contrôlait le crabe, mais le crabe qui contrôlait le gang ! » Le crabe a forcé les Merlopiens à attaquer le village, pour qu’il puisse se nourrir des algues cultivées. Les deux groupes s’allient pour affronter le crabe et Arin remarque que le pouvoir du crabe semble provenir d’une dent étrange dans sa bouche. Il distrait le monstre tandis que Lloyd parvient à lui arracher sa dent grâce au Spinjitzu. Le crabe rétrécit jusqu’à devenir minuscule avant de s’engouffrer dans la mer. Les fermiers réparent le moteur du Bounty, en guise de remerciement pour les avoir réunis avec les Merlopiens, formant ensemble une grande famille désormais. Arin et Lloyd les remercient à leur tour, avant de partir au large, se demandant si la quête des autres se passe mieux. Quelque part dans les Terres de Lave, Braséra et Kai sont sur le point de se faire écraser par un piège à pic sous les yeux de Guerriers Squelettes. Les deux se regardent et se lancent en même temps : « Tout ça c’est de ta faute ! » |        |                                 |                                    |                               |                 |
| |        |                                 |                                    |                               |                 |
| 13 | 13     | Mauvaises blagues               | Wyldly Innapropriate               | Liz Hara                      | Daniel Ife      |
| Quelques part dans les Terres de Lave, Braséra et Kai sont sur le point de se faire écraser par un piège à pic, sous le regard d’un groupe de Guerriers Squelettes fous de rage, sauf s’ils décident de rendre les bijoux sacrés qu’ils ont volés. Or, Kai ignore de quoi ils parlent tandis que Braséra trouve une faille pour s’échapper de la trappe. Les deux Ninjas parviennent à sortir du piège mais doivent maintenant faire face aux Guerriers Squelettes. Au Monastère, alors que Zane analyse le portail de téléportation, son appareil lâche. Il lui faut une nouvelle bobine de wiconium, un objet quasi inexistant à Ninjago. Or, Mr. Frohicky l’informe que depuis la Fusion, on peut trouver tous les trésors des Royaumes Fusionnés à la Jonction, y compris des bobines de wiconium. Pour cela, les deux vont se rendre à la Jonction tout en veillant à ce que Zane se déguise pour éviter d’attirer l’attention. Zane et Mr. Frohicky arrivent à la casse, qui appartient désormais à Kreel, mais doivent payer le prix fort pour obtenir une bobine de wiconium. Face à leur manque d’argent, ils décident de se rendre en ville. De retour aux Terres de Lave, Kai continue de jurer aux Guerriers Squelettes qu’ils n’ont pas leurs joyaux sacrés alors que Braséra les sort de sa poche. Exaspérés, les Guerriers Squelettes acceptent de les laisser partir à condition qu’ils ne reviennent jamais. Braséra propose une poignée de main au chef des Guerriers Squelettes, une occasion pour elle de lui brûler la main. Un combat s’engage mais Heatwave arrive pour sortir Braséra et Kai du pétrin. Dans les airs, Kai essaie de faire la morale à Braséra : « Les pouvoirs ne servent pas à faire des blagues. T’as reçu un don et tu dois le prendre au sérieux. » Mais la jeune fille s’en fiche complètement. Arrivés à l’endroit indiqué, Kai, Braséra et Heatwave sont accueillis par des petites boules de feu, les Lava-Tides, qui ont été chargées par le Premier Maître du Spinjitzu de protéger le Cœur de Dragon jusqu’à ce qu’un héros se présente à eux pour le réclamer. Les Lava-Tides, très remontées face à Braséra à cause des blagues de mauvais goût qu’elle leur a infligé par le passé, acceptent de leur donner le Cœur de Dragon uniquement si Braséra rattrapent ses bêtises. À la Jonction, alors que Zane et Mr. Frohicky cherchent un moyen de gagner de l’argent, une femme prend la parole face à une foule de personnes déguisées en Zane : « Joyeuse Fête de Zane ! Notre festival annuel en l’honneur de notre héros bien-aimé et tristement disparu, le très valeureux Zane, le Ninja de Titane ! » La journée s’achèvera avec le concours des sosies de Zane, auquel Zane va participer afin de gagner l’argent nécessaire pour acheter la bobine de wiconium. Au village des Lava-Tides, alors que les deux Ninjas remettent les choses en ordre, Kai essaie de donner une leçon à Braséra : « Si ta farce ne fait pas rire tout le monde, ça veut dire qu’elle est cruelle. […] Si tu continues, ils ne nous donneront jamais le Cœur, alors fais un effort. Les autres comptent sur nous. » Le concours des sosies de Zane débute et oppose trois participants : Lobbo, Tobipote et Zane sous le nom de Blane. Chacune des performances sera jugées par un groupe de jurés parmi lesquels on retrouve le Chancelier Gulch, un Geckle qui avait été aidé par Zane contre le terrible Sorcier au Crâne dans les mines de Shintaro. Kai et Braséra finissent de nettoyer le village, mais en guise de vengeance, les Lava-Tides lancent le Cœur de Dragon dans un gouffre. Alors que Braséra ne semble pas préoccupée par la perte du Cœur, Kai la motive. Les deux s’aventurent alors dans le gouffre et localisent le Cœur. Au concours de Zane, contre toute attente, Zane échoue lamentablement aux trois épreuves : l’imitation sonore, l’imitation de pouvoir et l’imitation technologique. Zane se remet en question : « Comment ai-je pu perdre ? La Fusion m’a changé à ce point ? Ne suis-je plus le Zane que j’étais autrefois ? » Mr. Frohicky rassure Zane, et le Chancelier Gulch arrive pour remettre le prix pour la troisième place, qui n’est autre qu’une carte cadeau valable à la décharge de Kreel. Au village des Lava-Tides, Braséra et Kai parviennent à sortir de justesse du gouffre avec le Cœur de Dragon. À la surface, ils sont surpris par l’arrivée de Dorama et ses fidèles assistants, envoyés par l’Impératrice pour récupérer le Cœur de Dragon. À bout, Kai espère que la mission se passe mieux du côté de sa sœur. Sora, Nya, Riyu, l’autre Sora et Jiro arrivent au sommet du Piton des Cristaux, mais découvrent avec stupeur que le Cœur de Dragon n’est plus là ! |        |                                 |                                    |                               |                 |
| |        |                                 |                                    |                               |                 |
| 14 | 14     | Le Dernier Djinn                | The Last Djinn                     | Hanah Lee Cook                | Shane Poettcker |
| Au Monastère, Zane analyse le portail de téléportation pour essayer de le réactiver en parlant avec une image de Pixal, à la grande surprise de Mr. Frohicky qui essaie de faire de son mieux en tant qu’assistant du Monastère. Au Piton des Cristaux, Sora, Nya et Riyu s’aventurent dans des catacombes abandonnées à la recherche du Cœur de Dragon. Sora se sent coupable car elle pense porter la poisse à tous ceux qui la rencontrent. Nya rassure la jeune avec l’un de ses propres proverbes : « Rien ne peut se passer comme prévu quand on a aucun espoir. » Après avoir esquivé plusieurs pièges mortels, l’équipe arrive dans une grande salle ayant un style architectural typique des Djinns, des êtres étant inconnus à Sora. En ayant affronté l’un d’entre eux par le passé, Nya en sait un peu plus sur ce peuple : « Ce sont des êtres magiques très puissants qui peuplaient le Royaume de Djinnjago. Leur magie reposait sur la formulation de vœux. Bien avant la Fusion, Djinnjago a été anéanti et tous ceux qui y vivaient ont péri. » Au milieu de la salle se trouve un autel d’invocation, où Nya place des Pierres Révélatrice récupérées au Royaume des Nuages, un artéfact Djinn permettant de révéler l’emplacement de ce qu’elles recherchent. Les Pierres Révélatrice, n’ayant pas été correctement alignées, ne donnent aucun indice sur l’emplacement du Cœur de Dragon et marquent les mains de Sora et Nya d’un étrange symbole qu’elles ne remarquent pas. À peine sorties des catacombes, Sora la Dragonne reniflent leurs mains et leur fait remarquer le symbole marqué dessus. D’un coup, le symbole s’illumine et deux spectres volants attaquent l’équipe. Pendant ce temps, au Monastère, Mr. Frohicky enchaîne les maladresses : il saccage le Monastère avec une autolaveuse, met en désordre les parchemins de la bibliothèque… Au grand regret de Zane qui semble exaspéré. Alors que les spectres hurlants semblent imbattables, Sora la Dragonne érige un mur de feu pour gagner de temps et permettre à l’équipe de s’enfuir par les airs. Arrivés devant une grotte, Sora la Dragonne, Jiro et Riyu se précipitent à l’intérieur, suivis de Sora et Nya, qui découvrent que la grotte est habitée. Soudainement, une voix se met à résonner dans la grotte : « Qu’est-ce que vous faites ici ? Vous osez pénétrer ainsi dans le sanctuaire sacré du Djinn tout puissant Arrakore ! Vous autres, intrus, allez payer cher votre insolence ! » Contre toute attente, Sora la Dragonne se jette sur le Djinn, qui la reconnaît immédiatement. La Dragonne s’appelle en réalité Zanth et vient de Djinnjago, tout comme lui. Ensemble, ils en sont les derniers êtres vivants ayant échappé à sa destruction. Le seul souvenir qu’il reste à Arrakore est un grain de sable de Djinnjago qu’il a récupéré juste avant son anéantissement, juste avant qu’il ne perde tout espoir. Zanth lui montre aussitôt la marque présente sur les mains de Sora et Nya, qu’il reconnaît immédiatement : « Ne me dites pas que vous avez tenté d’utiliser les Pierres Révélatrices sans connaître l’ordre. […] Elles vont ont jeté une malédiction. […] Les Hurleurs apparaissent dès que quelqu’un utilise mal un objet Djinn. On ne peut s’en débarrasser qu’avec de la magie Djinn. » Or, Arrakore ne maîtrise plus la magie Djinn, car sa source, Djinnjago, a été détruite. Le symbole sur les mains de Sora et Nya s’illumine de nouveau, signifiant que les Hurleurs les ont retrouvées. Arrakore, défaitiste, part se cacher tandis que le reste de l’équipe commence à affronter les deux spectres. Mais l’équipe ne fait pas le poids, les Hurleurs sont imbattables. Sora, fatiguée de l’état d’esprit d’Arrakore, tente de le motiver lorsqu’il remarque que le grain de sable autour de son coup se met à scintiller : « Ça, c’est l’espoir ! Votre magie fonctionne avec des vœux, pas vrai ? L’espoir, c’est un peu comme un vœu. […] Et l’espoir qu’on a de vaincre les Hurleurs redonne forme à votre terre. » Arrakore prend conscience et accepte d’aider les Ninjas, mais pour cela Sora doit formuler un vœu : « Je fais le vœu que vous nous aidiez à battre ces horribles Hurleurs. » D’un coup, le grain de sable grossit alors qu'Arrakore crie « Ton vœu a bien été entendu ! » avant de faire apparaître des lames et d’attaquer les Hurleurs, en l’honneur et la gloire du peuple Djinn. Enfin, Arrakore ordonne à Nya de faire un autre vœu : « Je fais le vœu que les Hurleurs disparaissent ». Aussitôt formulé, le Djinn exauce le vœu en faisant disparaître les deux spectres avant de s’écrouler de fatigue. Au Monastère, alors que Mr. Frohicky s’apprête à partir, Zane l’arrête et tient à le rassurer. Il lui affirmant qu’une fois qu’il se sera laissé suffisamment de temps pour dépressuriser, Mr. Frohicky sera sans aucun doute le meilleur assistant du Monastère. Touché par ces mots, l’homme grenouille revient sur sa décision. Dans la grotte, Arrakore se réveille enfin, motivé par le retour de Djinnjago une fois qu’il aura exaucé suffisamment de vœux. Malgré sa magie encore trop faible, il dit à Sora et Nya qu’il peut tout de même les aider à localiser le Cœur de Dragon. |        |                                 |                                    |                               |                 |
| |        |                                 |                                    |                               |                 |
| 15 | 15     | On appelle ça la malédiction    | They Call it Doom                  | Kevin Burke Chris "Doc" Wyatt | Daniel Ife      |
| Au village des Lava-Tides, Braséra et Kai viennent de se faire voler leur Cœur de Dragon par Dorama. Alors qu’il entame un monologue de salut, le magicien se fait détrousser le Cœur par des Lava-Tides qui prennent la fuite. Une course au noyau d’énergie s’engage alors à travers tout le village. Au Piton des Cristaux, Arrakore parvient à exaucer le vœu de Nya en faisant apparaître une boussole indiquant la position du Cœur de Dragon malgré sa magie encore faible. Le Djinn remercie une dernière fois ses nouveaux alliés, portant autour de son coup le Royaume de Djinnjago devenant de plus en plus gros à chaque vœu exaucé, avant que l’équipe ne s’envole vers la direction indiquée par la boussole. À bord du Bounty dans les airs, Arin et Lloyd arrivent enfin dans le Jardin des Origines, un endroit à la végétation aussi étrange que fascinante, en passant des arbres à clochette jusqu’aux buissons à bulles. Les deux amis repèrent le Cœur de Dragon et s’y précipite, mais Lloyd demande d’abord la permission à ses protecteurs, les Guerriers Visqueux, des hommes-escargots. Face à l’apparente honnêteté des deux hommes, le Général Zant-Tanz accepte volontiers de leur donner le , autrefois confié par le Premier Maître du Spinjitzu et transféré de génération en génération jusqu’à maintenant. Alors qu’ils sont sur le point de partir, Arin et Lloyd découvrent que Rapton a été capturé et condamné à être jeté dans le mucus de la malédiction par les Guerriers Visqueux, puisqu’il a essayé de prendre le Cœur sans en demander la permission. Chez les Lava-Tides, le Cœur de Dragon continue de virevolter entre les camps et Braséra, ignorant les conseils de Kai, finit par jeter des boules dans un des Lava-Tides, ce qui le faire grandir énormément. Sora, Nya et Riyu arrivent à un endroit étrange parsemé de geysers desquels jaillissent des déchets en tout genre. La boussole clignote puis s’arrête, signifiant que le Cœur de Dragon est dans les environs. Au loin, deux enfants les observent mais prennent la fuite lorsqu’ils sont repérés. L’équipe part en course-poursuite. Au Jardin des Origines, pour sauver Rapton, Lloyd entame une négociation avec le Général Zant-Tanz, qui lui annonce que « Selon les anciennes traditions des Guerriers Visqueux, un prisonnier peut être libéré si, et seulement si, quelqu’un accepte de parcourir le chemin impossible à sa place. », ce que Lloyd accepte pour montrer à Arin qu’en tant que Ninja, toutes les vies comptent et doivent être protégées. Dans le village des Lava-Tides, l’immense Lava-Tide possédant le Cœur de Dragon parvient à mettre Dorama hors d’état de nuire et coince Braséra et Kai dans une impasse. Les deux sont sauvés de justesse par Heatwave qui projette le Lava-Tide géant, lui faisant perdre le Cœur. Quelques échanges de coups surviennent avant que Braséra et Kai s’enfuient avec Heatwave, le Cœur de Dragon en main. Bizarrement, Dorama ne semble pas inquiet : « Ce n’est rien. Il s’agit juste d’un petit interlude. La représentation comporte encore de nombreux actes. » Dans le Jardin des Origines, Lloyd arrive face au chemin impossible et s’y engouffre avec inquiétude. À la sortie du chemin, après quelques longues minutes d’attente, Arin et le Général Zant-Tanz aperçoivent Lloyd sortir du chemin, sans aucun souci. En réalité, le chemin n’est dangereux que pour les Guerriers Visqueux car il est recouvert de sel. Les Guerriers Visqueux relâche Rapton qui, aussitôt libéré, tire sur tout le monde, vole le Cœur et prend la fuite. Alors qu’Arin et Lloyd le poursuivent, ils le découvrent au sol, neutralisé par deux mystérieux individus en costume le Cœur de Dragon en main : « On était venus pour faire un examen de routine de la légalité de ces feuillages et on se retrouve avec une source de pouvoir cosmique non autorisée. […] Dépêchons-nous de le ramener au bureau pour remplir le formulaire 10-83B. » Ils ouvrent un portail dans lequel ils s’empressent de rentrer, suivis discrètement d’Arin et Lloyd. Dans les Terres de Lave, Heatwave s’écroule en plein vol. Braséra et Kai découvrent qu’il est grièvement blessé et doit être soigné d’urgence. Alors que Sora, Nya et Riyu continuent de poursuivre les deux silhouettes qui les espionnaient, le groupe est interrompu par l’arrivée d’un golem : « Interdiction de toucher à ces enfants ! » Un combat s’engage alors, jusqu’à ce que Nya fasse du Spinjitzu, à la grande surprise de la créature de pierre, qui arrête de les attaquer. Face à cette réaction, Nya comprend : c’est Cole, le Ninja de la Terre ! |        |                                 |                                    |                               |                 |
| |        |                                 |                                    |                               |                 |
| 16 | 16     | La Terre des Égarés             | Land of Lost Things                | Glen Lakin                    | Shane Poettcker |
| Dans les Terres de Lave, Heatwave est très mal en point. Kai descend plus bas pour aller chercher des cailloux, dans la plus grande incompréhension de Braséra. Alors que Sora reconnaît le héros de Shintaro qu’Arin lui avait décrit, Cole fait tomber sa carapace de pierre et retrouve Nya. Elle l’informe que Jay, Pixal et Maître Wu sont toujours portés disparus et lui présente Sora et Riyu. Après la Fusion, Cole s’est réveillé là, sur la Terre des Egarés, et a été retrouvé par les Fouineurs, un groupe de survivants dont les deux enfants qui les espionnaient font partie, Spitz l’Hypnobraï et Fritz le Métamorphe. Sora est étonnée : « Alors la Terre des Egarés n’est pas seulement une légende ? Là où j’ai grandi, on raconte que tout ce qu’on perd arrive ici. » La discussion est coupée par l’arrivée de l’Entasseur, un robot massif présent ici depuis longtemps qui se reforme à chaque fois qu’il est détruit. L’équipe parvient à trouver refuge dans une cachette où ils retrouvent Géo, qui va distraire le monstre mécanique le temps que l’équipe s’échappe. Cole créé un tunnel mais il sent quelque chose d’inhabituel : « La terre. Quelque chose a changé depuis la Fusion. Comme si le sol était en train de hurler. » L’équipe emprunte le tunnel, s’échappe au loin et observe Géo en action qui, en utilisant ses pouvoirs, fixe l’Entasseur avec la cachette dans laquelle ils étaient, à tel point qu’il s’arrache le bras. Sur le chemin vers leur repère, Géo révèle qu’il est le Maître Elémentaire de l’Assemblage : il peut créer un lien indestructible entre deux objets qu’il est le seul à pouvoir défaire. « J’aime prendre ce qui est cassé ou oublié et le sublimer. » Au nichoir, le repère de Cole, Géo, Fritz, Spitz et Squolette, Cole explique que tout ce qui atterri ici, aussi bien les objets que les humains, a soit été oublié, soit égaré. Sora se rend compte que si Arin ne l’avait pas trouvée après la Fusion, elle aussi aurait sûrement finie ici. Cole leur montre la machine qui empêche l’Entasseur de s’approcher, et à la grande surpris de Sora et Nya, celle-ci est alimentée par le Cœur de Dragon ! Dans les Terres de Lave, Kai parvient à extraire un minerai bleuâtre des pierres qu’il a trouvées. Sans attendre, il faire fondre le minerai et l’applique sur la blessure d’Heatwave, et demande à Braséra : « Tu crois que Maître Wu nous a juste appris à donner des coups de pied ? Nan. Il y a de nombreuses manières d’être un Ninja ! » Cole le regrette mais les Fouineurs ne peuvent pas se séparer du Cœur de Dragon, puisque sinon l’Entasseur pourra attaquer leur repère. Nya propose alors de prendre les avec eux, mais Géo lui explique que c’est impossible : « Cole peut partir, mais c’est le seul. Chaque fois qu’on essaie de s’enfuir, un épais brouillard se lève et bloque la voie. Une fois qu’on est égaré, on ne plus être trouvé. » C’est pour les protéger que Cole est resté là toutes ces années. Sora a donc l’idée de modifier la machine repoussant l’Entasseur, en faisant en sorte qu’elle n’ait plus besoin du Cœur de Dragon pour fonctionner. Elle envoie Cole et Nya chercher les pièces dont elle a besoin tandis que Géo reste là car il sera la nouvelle source d’énergie. Géo explique à Sora qu’il s’est enfui de Shintaro, car en étant un Munce de la couleur d’un Geckle, aucune des tribus ne voulait de lui, ni même ses parents qu’il ne connaît pas. Sora, elle, lui dit qu’elle préférerait oublier les siens, dont les cerveaux ont été lavés par Impérium. En pleine de recherche de pièces détachées, Nya et Cole sont alertés par Jiro de la présence de drones d’Impérium auxquels s’ajoute l’arrivée de l’Entasseur s’étant construit une nouvelle main. Nya s’occupe des drones tandis que Cole se charge de l’Entasseur sans sa forme de golem puisqu’il explique qu’il a besoin de Géo pour l’activer. Envoyée par l’Impératrice, la Professeure LaRow vient de capturer Zanth à l’aide de ses nouveaux drones et confronte son ancienne élève Sora : « Je ne suis pas surprise de te trouver ici, au milieu de toutes ces choses perdues. C’est la décharge où l’on jette toutes nos pièces cassées. Tu y es donc tout à fait à ta place. » L’un de ses drones récupère le Cœur de Dragon, permettant désormais à l’Entasseur d’attaquer le repère. LaRow profite de la diversion pour s’enfuir, mais Nya se lance à sa poursuite. Face à l’Entasseur, Cole demande de l’énergie à Géo et d’active sa forme de golem. Ayant remarqué que l’Entasseur est principalement composé de technologie d’Impérium, Sora a une idée. Riyu lui donne une étincelle élémentaire et Sora démantèle l’Entasseur, révélant une petite créature en son centre que Fritz et Spitz capturent dans un petit bocal. Sora leur présente le Nettoyeur : « Un organisme magnétique conçu pour nettoyer les égouts. Un des nombreux projets abandonnés par la Professeure LaRow. Quand j’ai vu à quel point il voulait des objets d’Impérium, j’ai deviné de quoi il s’agissait. […] Tout ce qu’il voulait, c’était faire son travail et récolter les ordures. » Alors que Cole remercie Géo pour le transfert de pouvoir, Géo lui avoue qu’il ne lui a jamais prêté son pouvoir et que la forme de golem provient uniquement de Cole. Il lui explique qu’il craignait que Cole l’abandonne s’il l’apprenait, mais le Ninja de la Terre le rassure : « Bien sûr que j’ai besoin de toi. […] Il a fallu que j’attende de te rencontrer pour entrevoir mon vrai potentiel. » Heatwave va de mieux en mieux et Braséra, impressionnée par Kai, se dit ouverte à en apprendre davantage sur les enseignements de Maître Wu. Cependant, Nya n’est pas parvenue à rattraper LaRow, qui se dirige maintenant tout droit vers Impérium avec le Cœur de Dragon, à la grande satisfaction de l’Impératrice Béatrix. |        |                                 |                                    |                               |                 |
| |        |                                 |                                    |                               |                 |
| 17 | 17     | L'Administration                | The Administration                 | Eugene Son                    | Daniel Ife      |
| Arin et Lloyd arrivent au milieu d’un immense couloir grisâtre et d’innombrables bureaux illuminés par des néons blancs. Lloyd repère une file d’individus un peu plus, et demande à l’un d’entre quel est ce lieu. L’homme, qui attend dans la file depuis des générations, lui répond qu’ils sont dans l’Administration : « Le centre névralgique de tous les organismes publics du monde. C’est ici qu’on fait tout ce qui est permis, licence, permis pour obtenir une licence, licence pour obtenir un permis... » La discussion est interrompue par l’arrivée de deux Agents qui demandent à Lloyd et Arin de présenter leur formulaire d’accréditation sous peine d’être neutralisés. Dans les Terres de Lave, Braséra s’impatiente face à Heatwave qui ne guérit pas assez vite. Pour la calmer, Kai lui propose d’apprendre la gestuelle des formes. Mais Braséra n’arrive pas à se concentrer, trop inquiète pour Heatwave, et qualifie Kai de patient. Le Ninja du Feu éclate de rire : « Jamais personne encore ne m’avait dit que j’étais patient ! Je suis un sanguin, je démarre au quart de tour ! » Il prend un ton plus sérieux : « Mais… Lorsque l’océan m’a pris ma sœur… Maitre Wu m’a fait m’exercer sur mes formes. […] Si ça a marché pour moi, ça marchera pour toi. » Kai, se voyant en Braséra, l’invite à réessayer de se concentrer, ce qu’elle accepte. À l’Administration, Arin essaie de gagner du temps, et les deux Ninjas sont sauvés de justesse lorsqu’ils reçoivent mystérieusement des faux formulaires d’accréditation via un tube. Le contrôle d’identité passé, Arin et Lloyd se mettent à chercher le Cœur de Dragon, mais aucun des autres Agents dans les bureaux n’est autorisé à leur répondre. Au même moment les deux Agents se rendent compte de la falsification des formulaires et se mettent à leur recherche. Alors qu’ils sont sur le point de se faire prendre, Arin et Lloyd sont de nouveau aidés par un mystérieux message de tube. Les deux amis se demandent bien qui est en train de les aider, avant que d’autres messages n’arrivent, les guidant jusqu’au bureau du courrier 45-67A, le lieu où se trouve leur mystérieux sauveur. Les agents, eux, lancent un avis de recherche général dans toute l’Administration. En se faufilant entre les bureaux, Arin et Lloyd arrivent finalement devant le bureau du courrier 45-67A. Ils ouvrent la porte et découvrent que leur sauveur n’est nul autre que Zane ! Quelques jours plus tôt, au Monastère, alors que Zane tentait d’activer le portail de téléportation, deux Agents de l’Administration sont venus l’arrêter à cause de ses nombreuses tentatives infructueuses pour infraction au code 69/17. Ils l’ont ensuite enfermé dans ce bureau du courrier pour trier des colis le temps que son infraction soit traitée. Zane informe Arin et Lloyd que : « L’Administration est une région faisant partie du Royaume de la Folie. […] Elle n’est bonne qu’à une chose : être incroyablement incompétente. Mais ils prennent leur rôle supposément fondamental avec énormément de sérieux. » Il ajoute également que : « Ils mentionnent souvent un chef qui s’appellerait l’Administrateur, […] mais personne n’a jamais vu ce soi-disant chef. » Zane entre dans la base de données de l’Administration et découvre que le Cœur de Dragon est au Service de Démolition. Il configure rapidement l’un des tubes en sa direction, mais au même moment les deux Agents les retrouvent. Arin arrive à gagner suffisamment de temps pour que lui, Lloyd et Zane entrent dans le tube, cependant l’un des Agents parvient à modifier la configuration du tube pour les séparer. Arin atterri au Service de Réaffectation, où un Agent lui explique qu’ici, ils sont chargés de « gérer les bulles spatiales interstitielles. […] Lors de la Fusion, des gens se sont vus projetés dans des crevasses néantiques entre ce qui était les différents Royaumes. […] Notre service s’occupe de renvoyer ces gens d’où ils viennent. » Se demandant si ces parents, disparus depuis la Fusion, sont peut-être passés par là, l’Agent remarque que le jeune garçon n’a pas l’autorisation d’être là. Arin prend la fuite et l’Agent, face à cette situation d’urgence, appelle son responsable : c'est Jay, le Ninja de la Foudre ! Cependant, puisque ce problème ne relève plus du Service de Réaffectation, Jay retourne tamponner des formulaires, c’est-à-dire jouer aux jeux vidéo. Dans les Terres de Lave, alors que Kai et Braséra méditent, Heatwave est de nouveau sur patte. Alors qu’ils se préparent à retourner au Monastère, Kai se rend compte que le Cœur de Dragon est un faux, et que le vrai est entre les mains de Dorama. Lloyd, lui, arrive bel et bien au Service de Démolition. Il se saisit de l’un des méchas et parvient à s’échapper avec le Cœur de Dragon avec l’aide de Zane qui a réussi à se dégoter un véhicule dans le Service où il a été envoyé par le tube. Les deux sont rejoints par Arin et s’engagent dans une course-poursuite à travers les couloirs de l’Administration. Zane s’absente et rempli une tonne de formulaires en un temps record, lui permettant d’obtenir la carte perforée nécessaire pour rouvrir le portail par lequel Arin et Lloyd sont arrivés. Ils utilisent la carte perforée, ouvrent le portail et quittent l’Administration. Les trois reviennent au Jardin des Origines, saluent les Guerriers Visqueux et s’en vont à bord du Bounty. Au Monastère, Arin, Lloyd et Zane retrouvent Kai et Braséra qui n’ont pas leur Cœur de Dragon et Sora, Nya et Riyu ne sont toujours pas là. Sachant qu’ils ne pourront pas arrêter les Tremblements de Fusion s’ils n’ont pas les trois Cœurs, ils décident aller récupérer celui que Dorama a voler. Alors qu’ils s’approchent d’Impérium à bord du Bounty, une explosion éclate dans la ville, ne présageant rien de bon. |        |                                 |                                    |                               |                 |
| |        |                                 |                                    |                               |                 |
| 18 | 18     | Le Pouvoir Absolu               | Absolute Power                     | Hanah Lee Cook                | Shane Poettcker |
| À Impérium, des années avant la Fusion, les rues sont bondées de citoyens heureux et les cieux sont traversés par des Dragons libres. Lord Ras, venu des Terres de Lave, arrive dans la salle du trône où siège Béatrix, sa sœur jumelle Zéatrix et leur père Lévo, l’actuel Empereur. Sachant que l’énergie des Dragons permettant au Royaume de fonctionner ne durera pas éternellement, Ras lui fait une proposition : « Je sais comment Impérium pourrait avoir accès à un pouvoir illimité. Avec mon aide, vous pourriez retenir prisonnier un Dragon Source. » L’Empereur Lévo ne croit pas un mot de cette histoire pour enfants, mais l’homme-tigre reprend : « Pourtant j’en ai déjà vu un de mes propres yeux. Avec l’aide de votre technologie de pointe, nous pourrions le capturer et drainer sa force vitale pour alimenter votre Royaume. […] Tous les autres Royaumes courberaient l’échine devant vous. » Vivant en paix avec les Dragons et les autres Royaumes, l’Empereur en a assez entendu. Sa fille, Zéatrix, chasse Ras à l’aide de son Pouvoir Elémentaire, au grand désarroi de Béatrix qui semblait très intéressée par sa proposition. Dans le présent, l’Impératrice Béatrix continue de laver le cerveau des Impériens avec ses propagandes. À sa grande surprise, Rapton arrive avec le troisième Cœur de Dragon et les informe de l’arrivée imminente des Ninjas. Dans la Terre des Egarés, Sora, Nya et Cole réfléchissent à un plan pour aller chercher le Cœur volé par LaRow. Mais Nya rappelle que la ville est protégée par une barrière d’énergie. Riyu donne une étincelle à Sora, qui met au point pour Jiro une armure assez puissante pour percer la barrière. Alors que l’équipe s’apprête à partir, Cole annonce à Nya qu’il reste ici : « Tu te souviens que je t’ai dit que je pouvais entendre le sol crier ? […] Hier soir, quand tout le monde dormait, j’ai entendu une voix. […] Une voix que je n’avais pas entendue depuis longtemps. […] Il m’appelait, me disait de le suivre. » Nya comprend qu’il s’agit de la même voix qui l’avait guidée au Royaume des Nuages, celle de Maître Wu, et lui dit de la suivre à tout prix. Les deux compagnons se disent adieu et, alors que Nya, Sora et Riyu s’en vont, Cole est appelé au loin par la sphère fantomatique jaune. Sans attendre, le Ninja de la Terre part à sa poursuite. Dans la salle du trône, les trois Cœurs de Dragon en main, l’Impératrice Béatrix ordonne à la Professeure LaRow de commence immédiatement les essais de l’arme à Tremblements de Fusion. Au Laboratoire de Technologie Avancée, la scientifique détecte que l’un des Cœurs envoie une énergie différente des deux autres, mais l’Impératrice s’en moque et teste sans attendre son arme sous les yeux de Dorama, Jordana et Rapton qui prend discrètement la fuite. Une explosion éclate dans la ville, au grand étonnement d’Arin, Braséra, Lloyd, Kai et Zane s’approchant d’Impérium à bord du Bounty. L’Impératrice, folle de rage à la suite de cet échec, décide de rendre visite à Lord Ras dans la prison. Le désespoir apparent de l’Impératrice amuse l’homme-tigre lui parlant à travers sa cellule. De nouveau dans le passé, dans les rues d’Impérium, Lord Ras, furieux d’avoir été expulsé par l’Empereur Lévo, est rejoint par Béatrix qui est intéressée par son offre. Il apprend qu’en tant qu’ainée, sa sœur jumelle Zéatrix a hérité du Pouvoir Elémentaire de leur père et lui succédera au trône. Béatrix se sentant humiliée par sa sœur et son père, l’homme-tigre rentre dans son jeu : « Les Pouvoirs Elémentaires sont une véritable injustice, n’est-ce pas ? […] Quel gâchis de votre véritable potentiel. » Flattée, Béatrix lui fait une proposition : « Aidez-moi à prendre le trône. Quand je serai Impératrice, je vous fournirai les ressources nécessaires et vous capturerez un Dragon Source pour moi. Ainsi, nous irons conquérir les autres Royaumes. » Ras accepte. Quelques jours plus tard, le vaisseau de l’Empereur explose en plein vol, saboté par Lord Ras, causant sa mort. L’homme-tigre profite de la confusion pour accuser Zéatrix de l’attentat et la fait emprisonner. Béatrix, seule héritière restante, s’installe sur le trône aux côtés de Lord Ras. De retour dans le présent, Lord Ras, sachant que rien ne se passe comme prévu pour l’Impératrice, lui demande de le libérer : « Libérez-moi et détruisons les Ninjas une bonne fois pour toutes ! Ce n’est qu’à cette condition que vous obtiendrez le pouvoir absolu. » À l’extérieur de la ville, Braséra attire des gardes qui sont ensuite neutralisés par Arin, Lloyd, Kai et Zane afin de voler leur carte d’accès pour entrer dans la ville. L’homme-tigre continue d’essayer de convaincre Béatrix en lui rappelant que sans lui, elle ne serait rien. Mais l’Impératrice reste de marbre, hésitante, ce qui énerve Lord Ras : « Qu’est-ce que vous attendez ? L’énergie des Dragons s’amenuise. Les murs s’effondrent autour de vous. J’ai entendu l’explosion. Je sais que tout ne se passe pas comme prévu. Vous avez besoin de moi ! » Béatrix nie en bloc : « Je n’ai besoin de personne ! […] Vous, vous êtes un escroc, un raté. Si je n’avais pas été là, vous seriez à la rue ! N’oubliez jamais ça, Lord Ras. » Alors qu’elle s’apprête à partir, elle est informée de l’infiltration des Ninjas, ce qui la met en rogne. Alors que les Ninjas se faufilent discrètement dans les rues, ils sont encerclés par un groupe de gardes. Contre toute attente, ils sont sauvés par l’Escadron de Lycéens pour la Protection d’Impérium, qui s’appelle maintenant l’Escadron de Lycéens pour la Résistance d’Impérium. Percival et ses amis se sont rendu compte des mensonges de l’Impératrice depuis la libération des Dragons et sont prêts à aider les Ninjas à la faire tomber. Au Laboratoire de Technologie Avancée, l’Impératrice est informée par LaRow que le Cœur de Dragon ramené par Rapton était un faux, ce qui a causé l’explosion. Les Ninjas étant dans la ville, Béatrix ordonne la finalisation de son arme par la création d’un troisième Cœur à partir de l’énergie du Dragon Source emprisonné. Sachant que toutes les précédentes tentatives de drainage se sont révélées infructueuses et que remplacer le troisième Cœur par de l’énergie pure de Dragon Source pure serait trop dangereux, la scientifique refuse. Jordana, disant avoir repéré des failles dans les méthodes de LaRow, affirme être capable de drainer le Dragon Source, au grand bonheur de l’Impératrice. |        |                                 |                                    |                               |                 |
| |        |                                 |                                    |                               |                 |
| 19 | 19     | Tous des Dragons                | We Are All Dragons                 | Liz Hara                      | Daniel Ife      |
| À travers les rues d’Impérium, Percival guide discrètement Lloyd, Arin, Zane, Kai et Braséra jusqu’au repère de la résistance. L’équipe est arrêtée par l’arrivée de l’Impératrice à bord de son robot immunisé contre les Pouvoirs Elémentaires. Au même moment, dans le ciel, Nya, Sora, Riyu, Zanth et Jiro s’approchent de la ville. Grâce à l’armure de Jiro, l’équipe parvient à traverser barrière d’énergie sous le regard stupéfait de l’Impératrice. Un combat féroce s’ensuit, opposant les Ninjas contre l’Impératrice et ses gardes. Jiro et Zanth retiennent les forces d’Impérium pour permettre aux Ninjas de s’échapper et rejoindre le repère de la résistance. Sous la ville, après quelques ajustements, Jordana lance le processus de drainage du Dragon Source. L’immense bête hurle de douleur et son énergie, trop puissante, surcharge le système, rendant Jordana folle de rage. Sur le chemin vers le repère de la résistance, Nya remarque les pièces détachées du portail de téléportation du Monastère d’Impérium, qui a été démantelé sur les ordres de l’Impératrice. Ceci explique pourquoi Zane ne parvenait pas à s’y reconnecter. Arrivés au repère, Percival donne une carte d’accès au Laboratoire de Technologie Avancée, fournie par l’un des membres de la résistance. Percival explique comment la résistance s’est formée, depuis la libération des Dragons : « On a mis au jour des tas de mensonge. On savait que notre ancien Empereur est mort dans un accident, mais il s’avère que c’est l’Impératrice et Ras qu’ils l’ont provoqué. […] On a tous connu des gens qui ont disparu mystérieusement. » Le jeune garçon révèle que grâce à l’un des membres de la résistance, ils sont en possession d’une cassette contenant des extraits coupés de ses allocutions, où l’Impératrice admet ses mensonges, dont celui sur le drainage des Dragons : « Je suis certain que quand notre peuple apprendra comment on traite vraiment les Dragons, il se soulèvera ! » Ce soir, toujours grâce à leur contact haut-placé, ils diffuseront ces révélations via la tour de transmission. Le jeune garçon se tourne vers Sora : « C’est toi qui nous a donné l’inspiration de faire ça Ana. Euh, j’veux dire Sora ! […] Tu as défié LaRow et l’Impératrice, tu as résisté ! […] Nous aussi on veut faire notre part pour sauver Impérium. » Le plan se met en place : Percival, Sora, Arin et Riyu iront à la tour de transmission pour diffuser le message et Lloyd, Zane et Nya récupéreront les Cœurs de Dragon au laboratoire pendant que Braséra et Kai feront diversion pour attirer tous les gardes. Au même moment, l’Impératrice vient enfin à bout de Jiro et Zanth. La nuit tombée, Percival, Sora, Arin et Riyu arrivent au sommet de la tour de transmission où Rapton les attend. Il est le contact de la résistance. Après avoir vu à quel point l’Impératrice est devenue obsédée par la destruction des Ninjas, au point de détruire l’entièreté des Royaumes Fusionnés, il a compris qu’il était trop dangereux de la servir. C’est pourquoi il lui a donné le faux Cœur de Dragon et que maintenant, il aide la résistance. Alors qu’ils s’approchent du Laboratoire de Technologie Avancée, Lloyd, Zane et Nya sont interceptés par l’Impératrice sur son robot : « Oh je sais que vous êtes venus me prendre mes Cœurs de Dragon, mais renoncez ! Je ne vous laisserai pas faire ! » Sous la ville dans la cellule du Dragon Source, la Professeure LaRow, amusée par l’échec de Jordana et sa jalousie envers Sora, se moque d’elle avant d’être embarquée par des gardes. Aveuglée par sa rage, Jordana ordonne la désactivation de tous les protocoles de sécurité, et relance le processus de drainage au risque de détruire tout le Royaume. D’un coup, tous les écrans d’Impérium s’illuminent et lancent un enregistrement de l’Impératrice : « Nous devons éliminer ces parasites repoussants qui gangrènent notre ville, comme je l’ai fait avec ma sœur et mon père. […] Ces demeurés de citoyens gobent tous les mensonges que je leur raconte. […] On a perdu trop de Dragons, dites à LaRow d’augmenter le drainage d’énergie sur ceux qu’il nous reste. […] Drainez-les jusqu’à ce qu’il ne reste plus rien ! » Puis, Sora décide de prendre la parole : « Impérium n’est pas l’empire idyllique qu’on vous a vendu. On y torture des Dragons en drainant leur énergie vitale. […] Ça ne doit pas continuer comme ça. […] Nous devons nous soulever, nous libérer, parce qu’aujourd’hui, nous sommes tous des Dragons ! » Choqués et révoltés, les citoyens d’Impérium suivent la voix de Sora et sortent dans les rues pour manifester. Les gardes, eux, ne peuvent pas s’équiper car l’armurerie vient d’être explosée par Kai et Braséra. L’Impératrice, face à ses propres mensonges, est obligée de fuir. La voie désormais libre, Lloyd, Nya et Zane se dirigent vers le Laboratoire de Technologie Avancée pour aller récupérer les Cœurs de Dragon. Mais contre toute attente, l’Impératrice les arrête, son arme à la main. Jordana est parvenue à créer un troisième Cœur de Dragon artificiel grâce à l’énergie drainée du Dragon Source. L’Impératrice dégaine son arme et tire : « Préparez-vous à disparaître de la surface de la terre, Ninjas ! » Lloyd, Nya et Zane n’en croient pas leurs yeux : elle vient d’ouvrir un Tremblement de Fusion ! |        |                                 |                                    |                               |                 |
| |        |                                 |                                    |                               |                 |
| 20 | 20     | Le Pouvoir du Cœur              | The Power Within                   | Kevin Burke Chris "Doc" Wyatt | Shane Poettcker |
| À Impérium, l’Impératrice se déchaine et ouvre des Tremblements de Fusion dans tous les sens, aspirant tout ce qui se trouve à proximité, y compris les citoyens innocents qu’elle voit comme des traîtres. À chaque Tremblement de Fusion supplémentaire, le monde s’approche un peu plus du point critique : la Tempête de Tremblement de Fusion. Arin, Sora, Braséra, Lloyd, Kai, Nya, Zane et Riyu essaient de retirer l’arme de l’Impératrice, mais sans succès, car elle est intouchable dans son robot immunisé contre les Pouvoirs Elémentaires. Alors que Braséra tente une attaque aérienne, Béatrix lui tire un Tremblement de Fusion qui finit par l’aspirer, sous le regard abattu de Kai. Alors qu’il sauvait des citoyens avec son équipe, Percival est lui aussi aspiré dans un Tremblement de Fusion. Sora a une idée : grâce à une étincelle de Riyu, elle pourrait démanteler à distance l’arme de l’Impératrice. Alors que la jeune fille s’approche du bébé Dragon, ils sont séparés par un Tremblement de Fusion qui finit par aspirer Riyu. Béatrix pointe ensuite son arme vers Sora, mais Arin réussit à la déstabiliser grâce à un lancer de Spinjitzu qui transperce l’armure de son robot. Cependant, l’Impératrice finit tout de même par avoir Kai. Dans la prison, le courant vient d’être coupé, ce qui permet à Lord Ras de sortir de sa cellule. Dans les rues d’Impérium, alors qu’Arin et Lloyd combattent l’Impératrice, Sora est interpelée par des voix familières, celles de ses parents. Ravie d’avoir pu leur ouvrir les yeux au sujet d’Impérium, la jeune fille leur demande d’aller se mettre à l’abri. Sa mère rétorque : « Non ! Il faut que tu aies confiance en l’Impératrice. Elle ne ferait jamais ça sans avoir une bonne raison. […] Tu nous as tant manqué Ana… Ne nous abandonne pas à nouveau… » Sora, attristée de voir que ses parents ne changeront pas, réplique : « Je ne vous ai pas abandonnés, c’est vous qui m’avez abandonnée ! Je croyais que j’avais quelque chose à vous prouver, mais on ne devrait jamais avoir à prouver sa valeur à ses parents. » Son père continue de protester : « Tu es jeune et naïve Ana, reviens donc auprès de ta famille ! » Mais il n’en est rien, Sora est décidée : « J’ai une nouvelle famille à présent. Des gens qui m’aiment pour qui je suis vraiment. » Au même moment, l’Impératrice vient à bout d’Arin et Lloyd, et s’apprête à les faire disparaître sous les yeux de Sora qui, dans un élan de détermination, parvient à activer son Pouvoir Elémentaire à la grande surprise de ses parents : « Ana ? Tu as des Pouvoirs Elémentaires ? » Pour la toute dernière fois, la jeune fille les corrige : « Ça se voit, non ? Et mon nom est Sora ! », avant de démanteler l’arme de l’Impératrice. Lloyd récupère les deux Cœurs de Dragon pendant qu’Arin projette Béatrix dans un Tremblement de Fusion. Mais il est trop tard, les Tremblements de Fusion ont atteint leur point critique. Le ciel s’assombrit et une Tempête de Tremblements de Fusion se déclenche à la Jonction. Arin, Sora, Lloyd, Zane et Nya montent à bord du Bounty qui est propulsé par Zanth et arrivent à la Jonction en un temps record. Alors que le reste de l’équipe sauve des habitants en danger, Mr. Frohicky ramène le troisième Cœur pendant qu’Arin aperçoit ses parents dans un Tremblement de Fusion quelques instants. L’équipe rassemble les trois Cœurs mais ne sait pas comment les utiliser. Sora se souvient alors : « Lloyd, tu es l’intermédiaire ! Comme les Cœurs sont faits à partir du pouvoir des Dragons Sources, tu es peut-être capable de gérer leur énergie ! » Lloyd fait abstraction du chaos environnant et se concentre. D’un coup, il est de nouveau projeté dans l’espace bleuâtre infini, entouré des symboles étranges aperçus la dernière fois, où il entend Maître Wu lui rappeler la leçon qu’il lui avait enseignée : « Quand nulle part autour de toi tu ne peux trouver la quiétude, alors il te revient de la chercher dans ton fort intérieur. » Le Ninja Vert revient à lui-même et fait usage des Cœurs de Dragon qui mettent fin à la tempête. Les Tremblements de Fusion relâchent ceux qu’ils avaient aspirés, permettant donc à l’équipe de retrouver Kai, Braséra et Riyu. Alors que les habitants de la Jonction acclament le retour de leurs héros longtemps disparus, Lloyd a une idée quant à l’utilité des Cœurs de Dragon. Le Ninja Vert, accompagné de Riyu, arrive face à l’immense sphère orange et propose une nouvelle fois au Dragon Source de le libérer, cette fois-ci avec l’aide des Cœurs de Dragon. Le Dragon Source s’étonne : « Mon espèce a fait don de ces artéfacts au Premier Maître du Spinjitzu. N’as-tu donc pas idée de ce que tu pourrais faire avec la puissance qu’ils renferment ? » Lloyd n’ayant aucune idée du fonctionnement des Cœurs, le Dragon Source continue : « Puisque tous les Pouvoirs Elémentaires sont issus de mon espèce, tu tiens entre tes mains toute leur puissance concentrée. » Le Ninja Vert n’en revient pas et la créature gigantesque poursuit : « Sache que je suis l’un des sept Dragons Sources. […] Et pourtant, tu souhaites sacrifier une telle puissance pour me libérer moi, un être que tu ne connais pas. Peut-être avait-il raison à ton sujet. » Sans élaborer davantage, le Dragon Source se tourne vers Riyu : « Tu es une petite créature très spéciale. » Enfin, il annonce sa décision : « J’accepte ton sacrifice, intermédiaire. » Les Cœurs de Dragon se mettent à léviter en direction de la sphère et, alors qu’ils libèrent toute leur énergie, le Dragon Source salue Lloyd avant de disparaître sous ses yeux : « Peut-être nous reverrons-nous avant que ce Cycle ne se termine. » De retour au Monastère, alors que Sora travaille sur ses nouveaux pouvoirs et que Nya fait part à Zane de ses découvertes lors de son voyage sur la Terre des Egarés, Lloyd discute avec Arin de sa technique de lancer de Spinjitzu tandis que Kai découvre que Braséra n’aurait peut-être pas le même Pouvoir Elémentaire que lui. Pendant que l’équipe se jette sur les tartes préparées par Arin, au loin, le fantôme de Maître Wu s’éloigne, satisfait du travail de ses élèves. À Nouvel Impérium, alors que les choses sont en train de changer dans le bon sens, Jordana essaie de fuir la ville. Elle est arrêtée par Lord Ras : « Beaucoup ont essayé d’extraire l’énergie du Dragon Source, mais il n’y a que toi qui as réussi. […] Béatrix n’était qu’un pion. […] J’ai parlé de toi à mon véritable maître. » Ayant gardé une part de l’énergie drainée du Dragon Source, Jordana continue d’écouter l’homme-tigre : « Avec cette énergie brute, nous pourrons enfin dévoiler des secrets interdits, des pouvoirs obscurs que le monde n’a pas connus depuis des siècles ! Et personne, pas même les Ninjas, ne pourra nous arrêter. Tu me suis ? » Jordana, plus que ravie, accepte la proposition de Lord Ras. |        |                                 |                                    |                               |                 |

## Personnages et distribution

### Personnages principaux
- Arin (doublé par Corentin Burki) : jeune garçon ayant parvenu à apprendre seul le Spinjitzu en recopiant les mouvements de ses héros, les Ninjas, exploit considéré jusqu'à présent impossible. Pendant la Fusion, il a perdu ses parents. En équipe avec sa meilleure ami Sora, son idole Lloyd le Ninja Vert et le bébé Dragon Riyu, Arin doit perfectionner ses mouvements et parvenir à pleinement maîtriser une technique encore jamais vue, le Lancer de Spinjitzu.
- Sora (doublée par Marie Braam) : ancienne citoyenne d'Impérium surdouée en technologie. La Fusion lui a permis de fuir le Royaume totalitaire d'Impérium après avoir découvert qu'il reposait sur la torture et la surexploitation des Dragons. Elle possède le Pouvoir Elémentaire de la Technologie mais ne peut pas l'utiliser sans que Riyu ne lui donne une étincelle élémentaire. Sora doit faire table rase de son passé trouble pour atteindre son véritable potentiel.
- Lloyd Garmadon (doublé par Thibault Delmotte) : le légendaire Ninja Vert. Il est le seul Ninja s'étant retrouvé à Ninjago après la Fusion. Il cherche à connaître les secrets de la Fusion afin de mettre fin aux Tremblements de Fusion. Lloyd accepte d'entraîner Arin et Sora pour qu'ils deviennent des Ninjas et l'aident à sauver leur nouveau monde encore fragile.
- Riyu (doublé par Brian Dummond) : un bébé dragon libéré des Griffes d'Impérium par Arin, Sora et Lloyd. Il peut donner une étincelle élémentaire à Sora, lui permettant d'utiliser temporairement son Pouvoir Elémentaire. Il est extrêmement convoité par Lord Ras et l'Impératrice Béatrix et ne peut pas se défendre tout seul.
- Kai (doublé par Aurélien Ringelheim) : le Maître Élémentaire du Feu et membre de l'équipe des Ninjas. Après la Fusion, il s'est retrouvé perdu dans un Royaume qu'il n'avait jamais vu. Kai a réussi à revenir au Monastère et retrouver Lloyd, avant de partir explorer et cartographier les nouvelles terres. Il retrouve Nya au Royaume de la Folie où il aide les Monstres Rochers contre les Dragons Élémentaires de Terre. Au Monastère, il suit le fantôme de Maître Wu, qui le dirige vers un portail l'amenant au Monastère d'Impérium. Il part ensuite avec Braséra à la recherche du Cœur de Dragon dans les Terres de Lave.

### Personnages secondaires
- Braséra (doublée par Delphine Chauvier) : élevée au milieu des Terres de Lave par un Dragon nommé Heatwave et un robot éducateur, elle est devenue la Maîtresse Élémentaire de la Chaleur après la Fusion. Elle est emprisonnée à Impérium après être partie à la rescousse d'Heatwave, également capturé par les Griffes d'Impérium. Elle est sauvée par Lloyd et accepte de rejoindre l'équipe au Monastère. Cependant, elle va devoir apprendre à maîtriser son tempérament explosif pour pouvoir travailler en équipe.
- Nya (doublée par Marie-Line Landerwijn) : la Maîtresse Élémentaire de l'Eau et membre de l'équipe des Ninjas. Après la Fusion, elle a atterri au Royaume de la Folie où elle a aidé les Monstres Rochers à combattre les Dragons Elémentaires de Terre. Elle reste au Royaume des Nuages pour découvrir les secrets de la Fusion, où elle découvre un portail l'amenant au Monastère d'Impérium. Elle part avec Sora à la recherche du Cœur de Dragon aux Pics des Cristaux.
- Zane (doublé par Jean-Michel Vovk) : le Maître Élémentaire de la Glace et membre de l'équipe des Ninjas. Après la Fusion, il est resté déconnecté pendant des années dans le Monastère d'Impérium. Il est libéré par Kai et Nya, et prennent part ensemble à la bataille entre les Dragons et les Photacs d'Impérium. Il essaie de comprendre le fonctionnement du portail au Monastère, déterminé à retrouver Pixal.

### Personnages antagonistes
- Impératrice Béatrix (doublée par Susan Sindberg) : l'impératrice d'Impérium. Les citoyens d'Impérium victimes de sa propagande voient en elle une femme bonne et prête à tout pour assurer la sécurité du Royaume avec l'énergie sans danger (selon elle) des Dragons. Cruelle et avide de pouvoir, elle torture les Dragons pour accumuler un maximum de leur énergie afin de régner sur l'ensemble des Royaumes Fusionnés.
- Lord Ras (doublé par Jean-François Rossion) : un homme-tigre ayant rejoint Impérium avant la Fusion. Agile, puissant et calculateur, il supervise les captures de Dragons et n'hésite pas à intervenir en personne lorsque les choses ne se déroulent pas comme prévues. Qualifié d'étranger par l'Impératrice, leurs différences de priorité font qu'ils ne s'entendent pas toujours. Son objectif est de capturer les mythiques Dragons Sources.
- Général Rapton (doublé par Sébastien Hébrant) : le commandant des Griffes d'Impérium. Prétentieux et maladroit, il dirige tant bien que mal les opérations de capture de Dragons et organise leur transfert vers Impérium.
- Professeure LaRow (doublée par Muriel Bersy) : la directrice du Laboratoire de Technologie Avancée d'Impérium. Intelligente et rationnelle, elle considère les Dragons comme des créatures inférieures simplement destinée à fournir leur énergie pour alimenter Impérium. Ancienne idole de Sora, elle a déçu la jeune fille par le passé en lui montrant la vraie face d'Impérium. Aux ordres de l'Impératrice, elle met au point une arme à Tremblements de Fusion à partir des Cœurs de Dragon.
- Dorama(doublé par Franck Dacquin)  : un artificier de génie aux manières très théâtrales. Il est mis derrière les cellules par Arin, Sora et Lloyd lors du Carnaval de la Jonction pour avoir capturé des Rats dont il drainait l'énergie. Il est ensuite libéré par Lord Ras pour servir l'Impératrice, en finissant la mise en marche d'un prototype de Photac.
- Jordana (doublée par Frédérique Massinon) : une citoyenne d'Impérium jalouse de Sora depuis toute petite. Elle a rejoint les rangs du Laboratoire du Technologie Avancée pour aider la Professeure LaRow dans ses recherches. Sa jalousie grandissante envers Sora lui permet de gravir les échelons, jusqu'à servir directement l'Impératrice dans la construction de son arme à Tremblements de Fusion.
- Griffes d'Impérium  : des soldats spécialisés dans la capture de Dragons, aux ordres de leur Général Rapton et de Lord Ras.
- Gardes d'Impérium  : des gardes chargés de la protection d'Impérium, aux ordres de Lord Ras et de l'Impératrice Béatrix.

### Autres personnages
- Jonction : Alphonso Frohicky, Lobbo, Kreel, Grab-Barg.
- Royaume de la Folie : Roi Crag-Nor.
- Royaume des Nuages : Suetonuis, Euphrasia.
- Impérium : Percival Tartigrade, Princesse Zeatrix, Empereur Levo, parents de Sora.
- Temple des Cœurs de Dragon : Guardien du Temple.
- Jardin des Origines : Général Zant-Tanz.
- Piton des Cristaux : Arrakore, Hurleurs.
- Terre de Laves : robot éducateur, Lava-Tide.
- Terre des Egarés : Cole, Géo, Squolette, Spitz, Fritz.
- Administration : Agent Jay, Agent Allen, Agent Underwood, Agent Prentis, Agent Denholt, Agent Karit.

## Musique
Les bandes-son de la saison 1 de Ninjago : Le Soulèvement des Dragons sont composées par Adam Dib, Michael Kramer et Jay Vincent.

### Album
Le 16 février 2024, le volume 1 de l'album de la saison 1 de Ninjago : Le Soulèvement des Dragons est publié sur les plateformes de streaming musical Spotify, Deezer, Tidal, Apple Music... Il est composé de 7 titres :
| 1. | Main Theme              | 1:57 |
| 2. | The Merge               | 2:40 |
| 3. | Arin and Sora           | 1:51 |
| 4. | Imperium                | 1:51 |
| 5. | Wyldfyre                | 5:53 |
| 6. | The First Source Dragon | 3:01 |
| 7. | Euphrasia's Destiny     | 2:45 |

### Sorties YouTube
Le 27 octobre 2023, il est communiqué sur le compte X de NinjagoMusic que les bandes-son composées pour la saison 1 de Ninjago : Le Soulèvement des Dragons vont être publiées une à une sur leur chaîne YouTube officielle. L'équipe annonce régulièrement la sortie d'une nouvelle bande-son quelques jours à l'avance sur leurs réseaux sociaux.
Le 30 octobre 2023, la bande-son intitulée The Merge est publiée sur YouTube. Celle-ci a été jouée dans la scène introductive de l'épisode 1, lorsque Arin raconte les événements de la Fusion, et est rejouée au long de la série lors de l'apparition de Tremblements de Fusion et lors de l'épisode 20 lorsque la tempête de Tremblements de Fusion éclate.
Le 5 novembre 2023, les bandes-son Source Dragon et Lloyd's Vision sont publiées en même temps. La première est dédiée aux Dragons Source et a été jouée dans les épisodes 10 et 20 lorsque Lloyd échange avec le Dragon Source emprisonné à Impérium. La seconde a été jouée dans l'épisode 10 lorsque Lloyd voit une vision étrange après avoir reçu de l'énergie du Dragon Source.
Le 13 novembre 2023, la bande-son Euphrasia's Destiny est publiée. Celle-ci est jouée dans l'épisode 5 lors de la bataille au Royaume des Nuages opposant les Ninjas, Arin, Sora et Euphrasia contre les créatures tentaculaires jaillissant d'un Tremblement de Fusion.
Le 20 novembre 2023, la bande-son Master of Hope est publiée. Celle-ci accompagne Arrakore le Djinn dans l'épisode 14 lorsqu'il décide finalement d'aider Sora et Nya à vaincre les Hurleurs en leur accordant des vœux.
Le 27 novembre 2023, la bande-son Exploring the Crossroads est publiée. Celle-ci est principalement jouée lorsque les personnages se trouvent à la Jonction, notamment durant les épisodes 1, 2, 3 et 20.
Le 11 décembre 2023, la bande-son We are All Dragons est publiée. Portant le même titre que l'épisode 19 dans lequel elle est jouée, cette bande-son accompagne Sora lorsqu'elle porte son discours aux habitants d'Impérium après leur avoir révélé la vérité quant à l'Impératrice et ses intentions.
Le 18 décembre 2023, la bande-son Sora's True Potential est publiée. Celle-ci est jouée dans l'épisode final de la saison lors de la confrontation entre Sora et ses parents, à l'issue de laquelle Sora débloque enfin ses pouvoirs sans l'étincelle élémentaire de Riyu pour venir en aide à Arin et Lloyd.
Le 25 décembre 2023, la bande-son Claws of the Imperium est publiée. Celle-ci est jouée lorsque les Griffes d'Impérium entrent en action, notamment dans les épisodes 1, 2, 8, 9 et 19.
Le 8 janvier 2024, la bande-son Ras enters Imperium est publiée. Celle-ci accompagne Lord Ras dans le flashback de l'épisode 17, lorsqu'il va à la rencontre de Levo le père de Béatrix, le précédent Empereur d'Impérium, dans le but de le persuader de capturer un Dragon Source. 
Le 19 janvier 2024, le thème principal de la saison 1 est publié sur Spotify, puis sur YouTube le 26 janvier 2024.  
Le 5 février 2024, la bande-son Lloyd finds Kai est publiée. Celle-ci est jouée pendant le flashback de Lloyd dans l'épisode 2, lorsqu'il raconte ce qu'il s'est passé de son côté après la Fusion, de son réveil au Monastère jusqu'à ses retrouvailles avec Kai.   
Le 12 février 2024, la bande-son Temple of the Dragon Energy Cores est publiée. Celle-ci accompagne les Ninjas dans l'épisode 11 lorsqu'ils se dirigent vers le Temple des Coeurs de Dragon et parviennent à y entrer après avoir résolu l'énigme de la porte.   
Le 19 février 2024, la bande-son Cole meets Sora est publiée. Elle est jouée dans l'épisode 16 lorsque Sora, Nya et Riyu font la rencontre de Cole.   
Le 26 février 2024, la bande-son Sora's Armor for Jiro est publiée. Elle est jouée dans l'épisode 17 quand Sora, à l'aide d'une étincelle élémentaire de Riyu, construit une armure pour Jiro afin de pouvoir traverser le champ de force énergétique entourant la ville d'Impérium.  
Le 4 mars 2024, la bande-son Ninja on a Train est publiée. Celle-ci est jouée dans l'épisode 2 lorsque Arin, Sora et Lloyd affronte Rapton et les Griffes d'Impérium à bord du train souterrain.   
Le 14 mars 2024, la bande-son The Administration est publiée. Celle-ci accompagne chacune des apparitions des agents de l'Administration dans les épisodes 16 et 17.   
Le 24 mars 2024, la bande-son Ninja vs. Mergequakes est publiée. Elle est jouée dans le dernier épisode de la saison, lorsque les Ninjas confronte l'Impératrice et son Arme à Tremblements de Fusion à Impérium.   

## Promotion
Plusieurs extraits des premiers épisodes de la série sont postés sur la chaîne YouTube de LEGO, présentant l'intrigue de la nouvelle série dans ses grandes lignes et les nouveaux personnages.
Le 26 avril 2023, un court teaser est publié, intitulé « NINJAGO Le Soulèvement des Dragons | Teaser 1 | Ensemble nous nous soulèverons ». Ce sont les premières images de la nouvelle série qui mettent en action uniquement l'équipe des anciens Ninjas.
Le 28 avril 2023, un extrait de l'épisode 1 est publié, intitulé « NINJAGO Le Soulèvement des Dragons | Tout a commencé par la Fusion... » présentant Arin, un personnage principal de la série, et donnant plus d'informations sur la Fusion.
Le 1er mai 2023, un deuxième extrait de l'épisode 1 et un nouveau teaser sont publiés, respectivement intitulés « NINJAGO Le Soulèvement des Dragons | Nouvelle série... nouveaux vilains »  introduisant les personnages antagonistes de Rapton et Lord Ras et « NINJAGO Le Soulèvement des Dragons | Nouveau Teaser | Le changement peut faire peur... »  présentant Sora, un personnage principal de la série.
Le 9 mai 2023, la bande-annonce de la saison 1 est publiée, intitulée « NINJAGO Le Soulèvement des Dragons | Bande-annonce | Le monde a tant changé... ». Elle révèle l'intrigue de la saison et met en scène l'impératrice Béatrix, l'antagoniste principal. Aussi, dans l'article publié plus tard dans la journée par The Lego Group mentionné plus haut, il est annoncé que la saison sera constituée de 20 épisodes de 22 minutes, et qu'ils seront divisés en deux parties: la première, constituée des 10 premiers épisodes, sera disponible en juin, et la deuxième composée des épisodes 11 à 20, en automne 2023.
Le 17 mai 2023, un nouveau teaser est publié, intitulé « NINJAGO Le Soulèvement des Dragons | Rencontre les nouveaux personnages ». Plus tard dans la même journée, la musique de la nouvelle série est dévoilée, intitulée We Rise composée par Jody Tompkins et interprétée par Theofania Pavli.
Le 1er juin 2023, les 10 premiers épisodes de la saison 1 sont disponibles sur la plateforme de streaming Okoo. Ils sont ensuite diffusés à la télévision sur France 4 les 4, 11 et 18 juin 2023. Quant au reste du monde, ils sont également disponibles à partir du 1er juin pour la plupart des pays, cependant certains pays et régions les obtiennent plus tard en juin voire en juillet.
Le 24 juillet 2023, lors de la SDCC 2023, une bande-annonce exclusive à l'événement axée sur la partie 2 (épisodes 11 à 20) de la saison 1 est présentée. Les membres de l'équipe de la série présents sur place informent que les 10 premiers épisodes se sont révélés être un grand succès, confirmant la saison 2 pour 2024, sans pour autant ne donner aucun chiffre au sujet du visionnage des épisodes ou des résultats de vente des produits dérivés LEGO Ninjago.
Le 23 août 2023, une vidéo récapitulant les moments forts des 10 premiers épisodes est postée, intitulée « NINJAGO Le Soulèvement des Dragons | Les moments incontournables de la partie 1 ».
Le 30 août 2023, une courte vidéo de 15 secondes est publiée, intitulée « NINJAGO Le Soulèvement des Dragons | Partie 2 | Un avant-goût de ce qui arrive ». Elle dévoile les premières images de deuxième partie de la saison 1.
Le 5 septembre 2023, la bande-annonce de la partie 2 est publiée, intitulée « NINJAGO Le Soulèvement des Dragons | Saison 1 Partie 2 | Bande-annonce ! ». L'intrigue et des images des épisodes 11 à 20 sont dévoilées. Le site est également mis à jour : tous les éléments concernant la partie 1 sont supprimés pour faire place à ceux de la partie 2. Un nouveau compte à rebours est présent, indiquant que la partie 2 sera disponible le 23 octobre en France et au plus tôt le 12 octobre pour certains pays (les Etats-Unis notamment).
Le 11 septembre 2023, un extrait de l'épisode 11 est publié, intitulé « NINJAGO Le Soulèvement des Dragons | Saison 1 Partie 2 | Choisis une équipe » . Cet extrait révèle que les ninjas
Le 19 septembre 2023, une nouvelle bande-annonce est publiée, intitulée « NINJAGO Le Soulèvement des Dragons | Saison 1 Partie 2 | Trouver les Noyaux d'Energie de Dragons ». Ne contenant aucun dialogue, cette bande-annonce présente de nouvelles images des épisodes 11 à 20.
Le 26 septembre 2023, un court teaser est publié, intitulé « NINJAGO Le Soulèvement des Dragons | Saison 1 Partie 2 | Être méchant n'a jamais paru aussi beau ». Ne contenant aucun dialogue, ce teaser révèle quelques extraits inédits supplémentaires des épisodes 11 à 20.
Le 29 septembre 2023, un deuxième extrait de l'épisode 11 est publié, intitulé « NINJAGO Le Soulèvement des Dragons | Saison 1 Partie 2 | Cela. Change. Tout... ». Cet extrait fait mention du Premier Maître du Spinjitzu, donne davantage d'informations à propos de la Fusion/la Coalescence et révèle qu'il existe sept Dragons Source. Un peu plus tard dans la journée, il est annoncé sur le compte Instagram d'Okoo que la partie 2 arrivera le 12 octobre sur Okoo et non le 23 comme indiqué par LEGO sur leur site.
Le 3 octobre 2023, un troisième extrait de l'épisode 11 est publié, intitulé « NINJAGO Le Soulèvement des Dragons | Saison 1 Partie 2 | Dans le Temple des Cœurs de Dragon ». Il se déroule juste après l'extrait publié précédemment. Il est fait mention de Garmadon pour la première fois dans la série et les localisations des trois Cœurs de Dragon sont dévoilées.
Le 7 octobre 2023, un extrait de l'épisode 15 est publié, intitulé « NINJAGO Le Soulèvement des Dragons | Saison 1 Partie 2 | Lloyd et Arin dans le Jardin des Origines » . Il montre Lloyd et Arin qui, en se promenant dans le Jardin des Origines, tombent sur le Cœur de Dragon qu'ils cherchaient.
Le 10 octobre 2023, un deuxième extrait de l'épisode 15 est publié, intitulé « NINJAGO Le Soulèvement des Dragons | Saison 1 Partie 2 | Des petites boules de feu dandinantes ». Il met en scène Kai et Braséra contre Dorama au milieu d'une nuée de Lava-Tides, chacun des camps cherchant à obtenir le Cœur de Dragon.
Le 12 octobre 2023, en France, ce ne sont en fin de compte que les épisodes 11 à 15 qui sont publiés sur Okoo, avec les épisodes 16 à 20 arrivant une semaine plus tard, le 19 octobre. Tandis qu'aux États-Unis l'intégralité de la partie 2 est rendue disponible sur Netflix.
Le 19 octobre 2023, en France, les épisodes 16 à 20 sortent sur Okoo, concluant la première saison.
Le 13 novembre, un extrait de l'épisode 6 est publié, intitulé « NINJAGO Le Soulèvement des Dragons | La confrontation de Sora et Rapton ». Il met en scène Sora et la Dragonne Sora essayant de s'enfuir, mais elles finissent par tomber nez à nez face à Rapton et des Griffes d'Impérium. La raison de la publication très tardive de cet extrait est inconnue.
Le 16 novembre 2023, il est annoncé par Netflix que la saison 1 rejoindra prochainement son catalogue français. Quelques jours plus tard, il est confirmé que la saison 1 arrivera le 1er décembre 2023.
Le 28 novembre 2023, un extrait de l'épisode 20 intitulé « NINJAGO Le Soulèvement des Dragons | Sora utilise ses pouvoirs ! » est publié. Cet extrait présente le moment où Sora parvient à utiliser ses pouvoirs sans l'Etincelle Elémentaire de Riyu pour la première fois.
Le 1er décembre 2023, les dix premiers épisodes de la saison 1 de Ninjago : Le Soulèvement des Dragons rejoignent le catalogue français de Netflix.
Le 5 décembre 2023, un extrait intitulé « NINJAGO Le Soulèvement des Dragons | Les meilleurs moments de Sora » est publié. Cet extrait est un montage condensé regroupant les meilleurs moments de Sora dans la saison 1.
Le 13 mars 2024, dans un communiqué de presse de France TV à propos de la saison 2, il est souligné que la saison 1 a fait preuve d'un démarrage puissant et qu'elle a rassemblé près de 5 millions de téléspectateurs depuis son lancement.
Le 1er mai 2023, les dix derniers épisodes de la saison 1 de Ninjago : Le Soulèvement des Dragons rejoignent le catalogue français de Netflix, complétant la première saison.

## Produits dérivés

### Vague de juin 2023
Pour la saison 1, LEGO produit une vague composée de 10 sets, 3 gimmicks et 1 polybag. Ces ensembles sont mis en vente le 1er juin, en même temps que la diffusion des 10 premiers épisodes de la saison.
|       | N°                                     | Nom original | Pièces  | Prix |
| 30650 | Kai and Rapton's Temple Battle         | 47           | 3,99€   |      |
| 71777 | Kai's Dragon Power Flip                | 72           | 9,99€   |      |
| 71778 | Nya's Dragon Power Drift               | 57           | 9,99€   |      |
| 71779 | Lloyd's Dragon Power Spin              | 56           | 9,99€   |      |
| 71789 | Rai and Ras' Car and Bike Battle       | 103          | 20,99€  |      |
| 71790 | Imperium Dragon Hunter Hound           | 198          | 20,99€  |      |
| 71791 | Zane's Dragon Power Spinjitzu Race Car | 307          | 34,99€  |      |
| 71792 | Sora's Transforming Mech Bike Racer    | 384          | 47,99€  |      |
| 71793 | Heatwave Transforming Lava Dragon      | 479          | 52,99€  |      |
| 71794 | Lloyd and Arin's Ninja Team Mechs      | 764          | 84,99€  |      |
| 71795 | Temple of the Dragon Energy Cores      | 1029         | 94,99€  |      |
| 71796 | Elemental Dragon vs. Empress Mech      | 1038         | 104,99€ |      |
| 71797 | Destiny's Bounty - Race Against Time   | 1739         | 149,99  |      |
| 71798 | Nya and Arin's Baby Dragon Battle      | 157          | 31,99€  |      |